# Arquitectura neoromanesa
L'arquitectura neoromanesa (també conegut com a Estil Nacional de Romania, arquitectura romanesa revival o estil neo brânovenesc; en romanès: stilul național român, arhitectura neoromânească, neobrâncovenească) és un estil arquitectònic que ha aparegut a finals del segle xix com a Art Nouveau romanès. Fou el resultat de la cerca d'un estil arquitectònic romanès específic. Els seus intents principals es deuen als arquitectes Ion Mincu (1852-1912) i Ion N. Socolescu (1856-1924).

## Història
El pic de l'estil va ser el període d'entreguerres. L'estil va ser una reacció nacional després del domini de l'eclecticisme classicista inspirat en els francesos. A part de les influències estrangeres, la contribució dels arquitectes romanesos va ser reinventar la tradició, creant, alhora, un estil original, es manifesta cada vegada amb més força. Ion Mincu i els seus successors, Grigore Cerchez, Cristofi Cerchez, Petre Antonescu o Nicolae Ghica-Budești es van inclinar per una arquitectura moderna, amb especificitat romanesa, basada en tesis com les formulades per Alexandru Odobescu cap al 1870:
"Estudieu les restes - per petites que siguin - de la producció artística del passat i converteix-les en la font d'un gran art (...) no deixeu passar cap oportunitat d'utilitzar els elements artístics que presenten els monuments romanesos que han quedat des de sempre vegades; però transformeu-los, canvieu-los, desenvolupeu-los... "
Per descomptat, aquest estil no va ser fàcil d'aconseguir. Tant més que els nous tipus d'arquitectura urbana, especialment aquells amb moltes plantes, exigien solucions senzilles, que difícilment donaven suport al món de les formes i ornaments medievals o al folklore, les principals fonts d'inspiració de l'estil.

El nacionalisme del segle xix es va combinar sense problemes amb l'europeisme i l'admiració per Occident, per Romania volia demostrar que és un país europeu. Després de 1900, sense abandonar les tendències europees, es posa més èmfasi en valors amb especificitat romanesa. Com a resultat, els edificis parisencs i vienesos de finals del segle xix es contrasten amb un "estil romanès". La popularitat de l'estil romanès continua i s'intensifica en el període d'entreguerres.

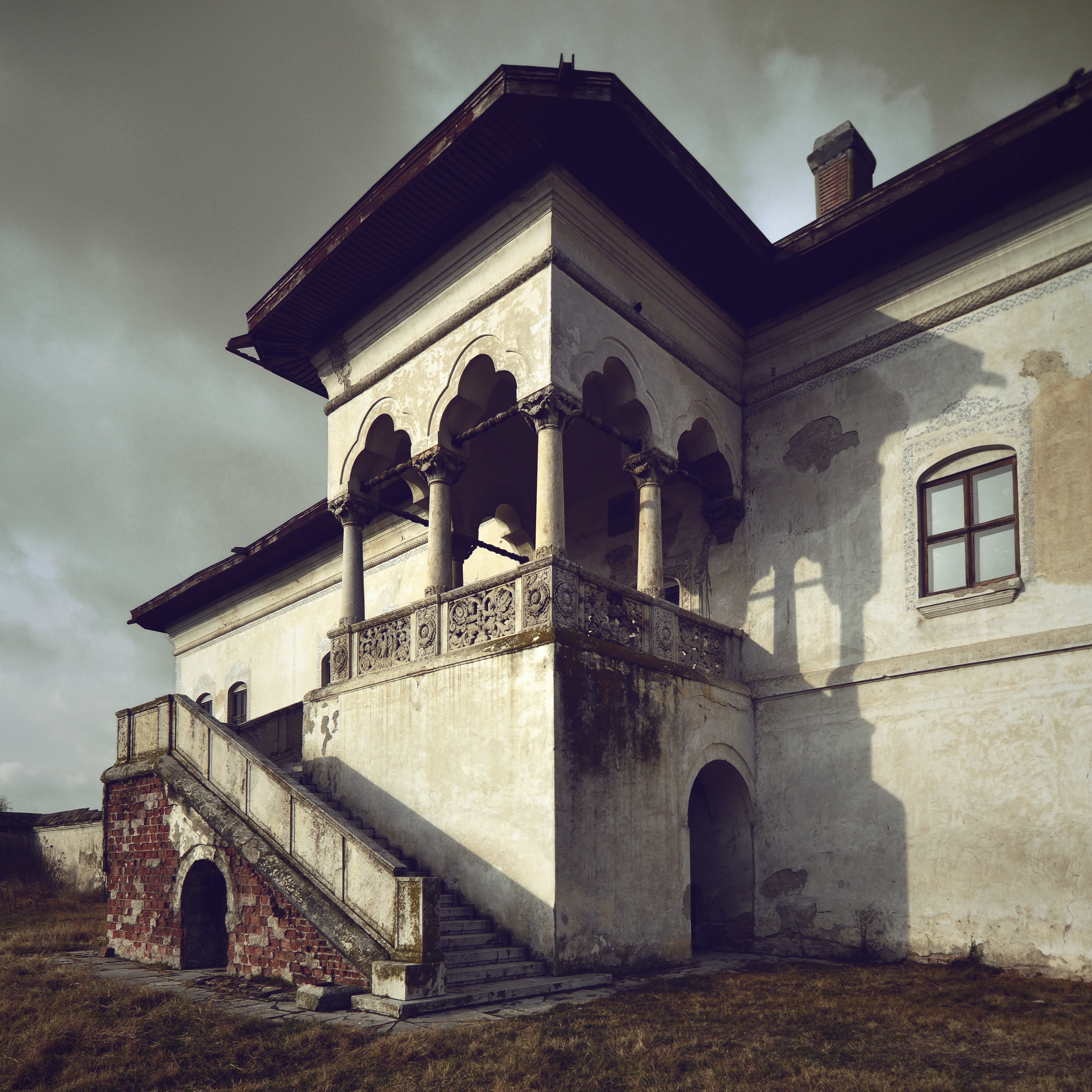
El palau Potlogi (comtat de Dâmbovița, Romania), segle XVII
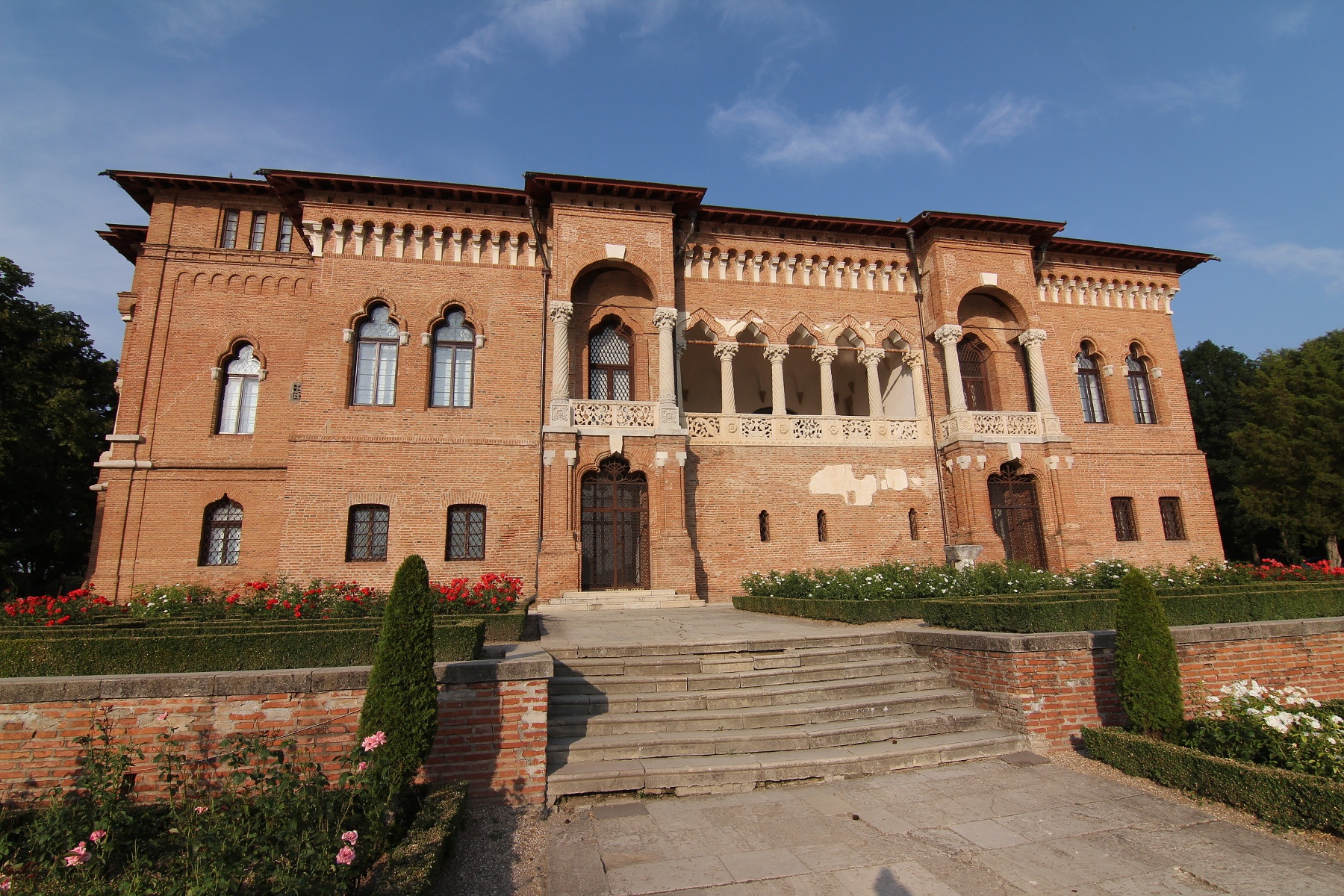
L'edifici principal del Palau Mogoșoaia (Mogoșoaia, Romania), segles XVII-XVIII
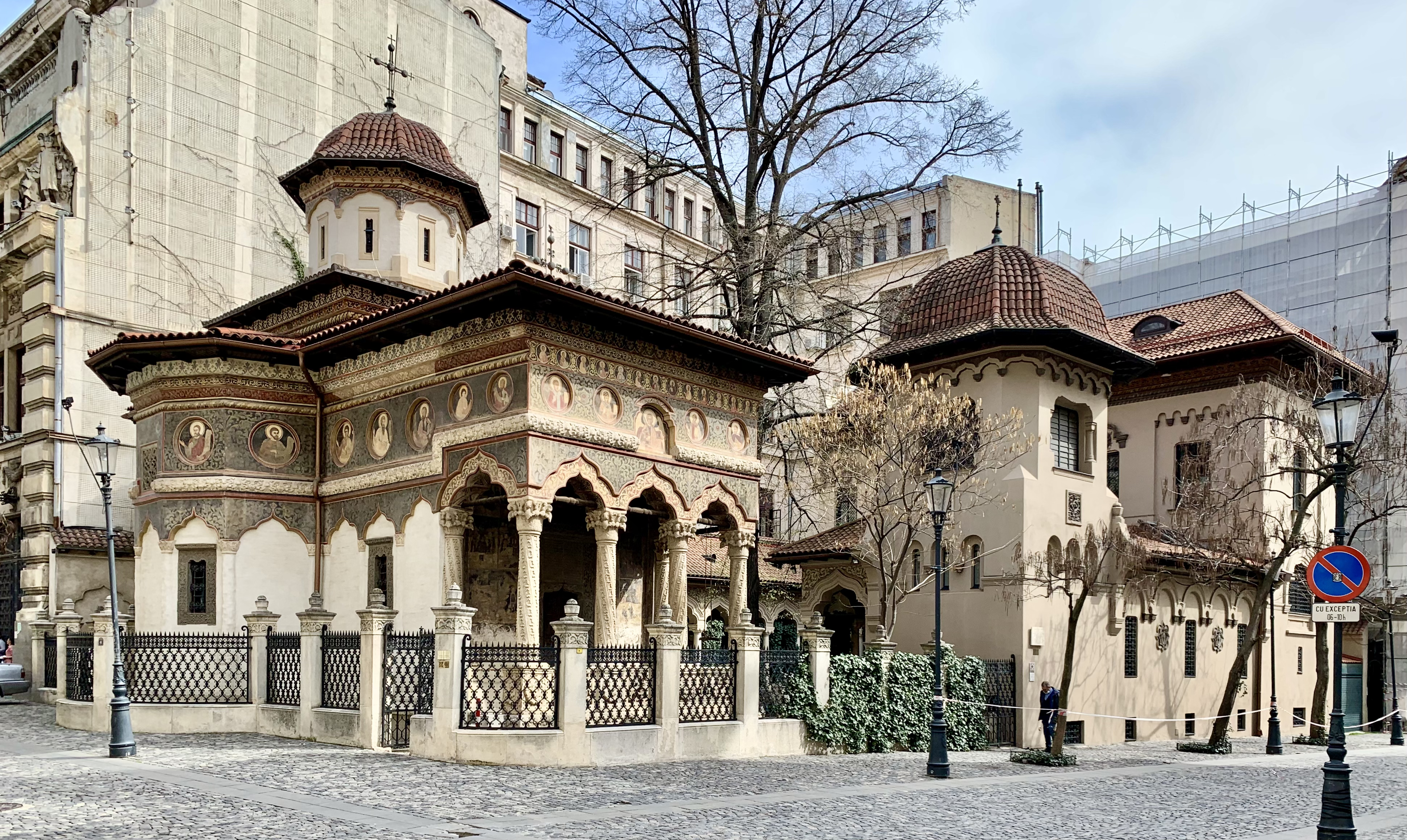
L'església Stavropoleos (centre de Bucarest), amb pintures elaborades a la façana, el 1724

L'arquitectura neoromanesa és un ressorgiment del Brâncovenesc ([brɨŋkovenesk]), un estil en l'art i l'arquitectura romanesos medievals, més concretament a Valàquia durant el regnat de Constantin Brâncoveanu (1688-1714). Això es deu al fet que era vist com l'estil propi de Romania, que és cert. Els edificis brâncovenesc es caracteritzen per l'ús de pòrtics semblants al mirador (principalment les entrades de les esglésies), arcs trilobats o kokoshnik, columnes (generalment corintianes) amb estriaments torçats i coberta de teula ceràmica o metàl·lica. L'ornament principal que s'utilitza per a la decoració és l'entrellaçat i el rinceau. Algunes de les característiques de l'arquitectura brâncovenenca deriven de l'arquitectura romana d'Orient i otomana, i algunes també es poden trobar a l'arquitectura medieval russa.
Les esglésies brâncovenesces solen tenir façanes minimalistes amb relleus, la majoria de les esglésies són blanques, mentre que algunes tenen pintures elaborades a les façanes (com el monestir Stavropoleos de Bucarest), o maons (com l'església Kretzulescu de Bucarest). Les parets dels seus interiors estan plenes de frescos d'estil romà d'Orient. A sobre de la porta principal hi ha una pisanie, que és una placa de pedra inscrita. La inscripció sol incloure una invocació religiosa, el nom del fundador o fundadors, la data de construcció, la motivació de l'edifici, les circumstàncies de l'època i altres dades.

## Característiques

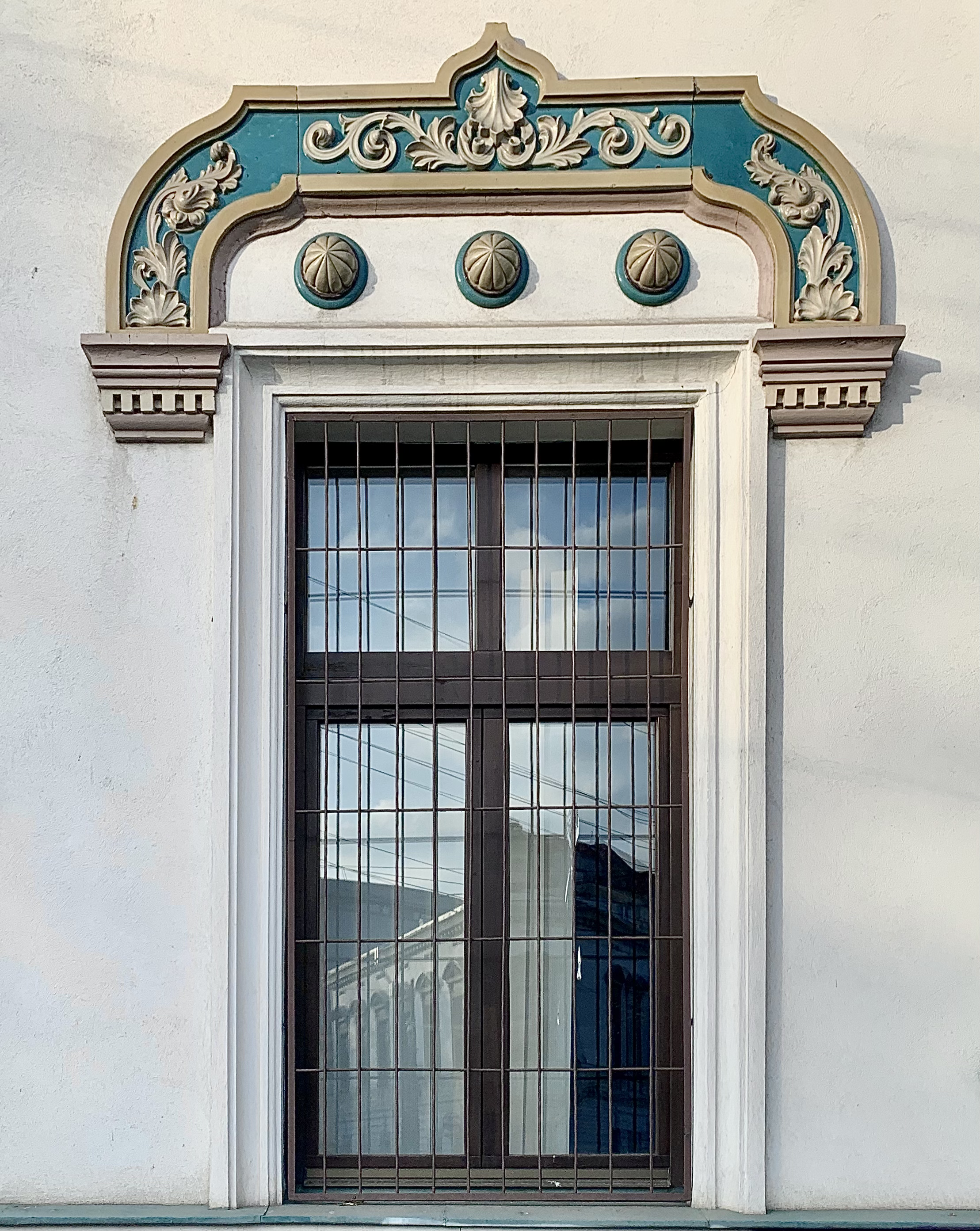
Adorns de ceràmica vidriada policromada d'una finestra de l'Escola Central (Bucarest)
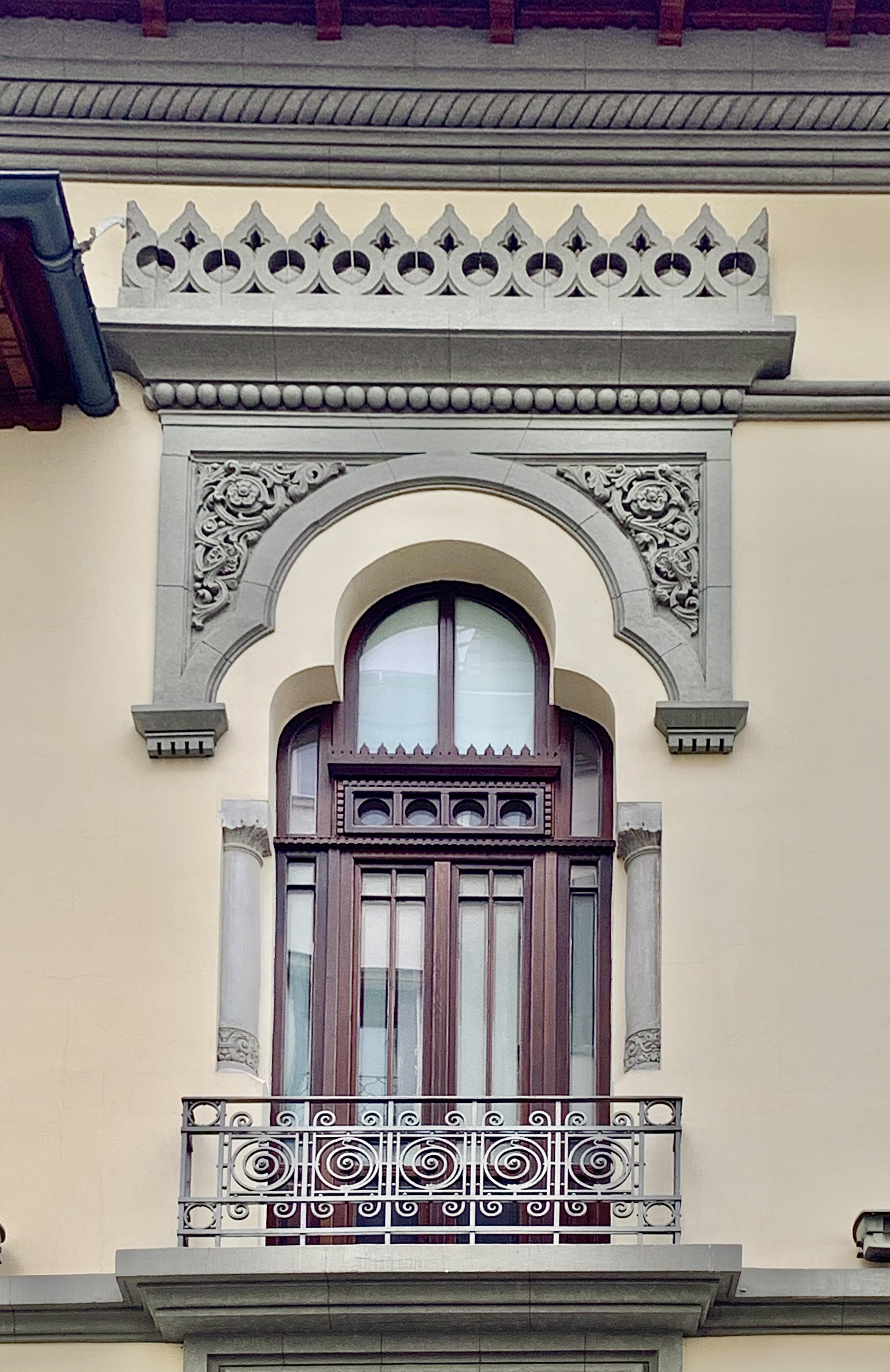
Porta d'arc trilobada amb balcó d'una casa a Intrarea Rigas (Bucarest)
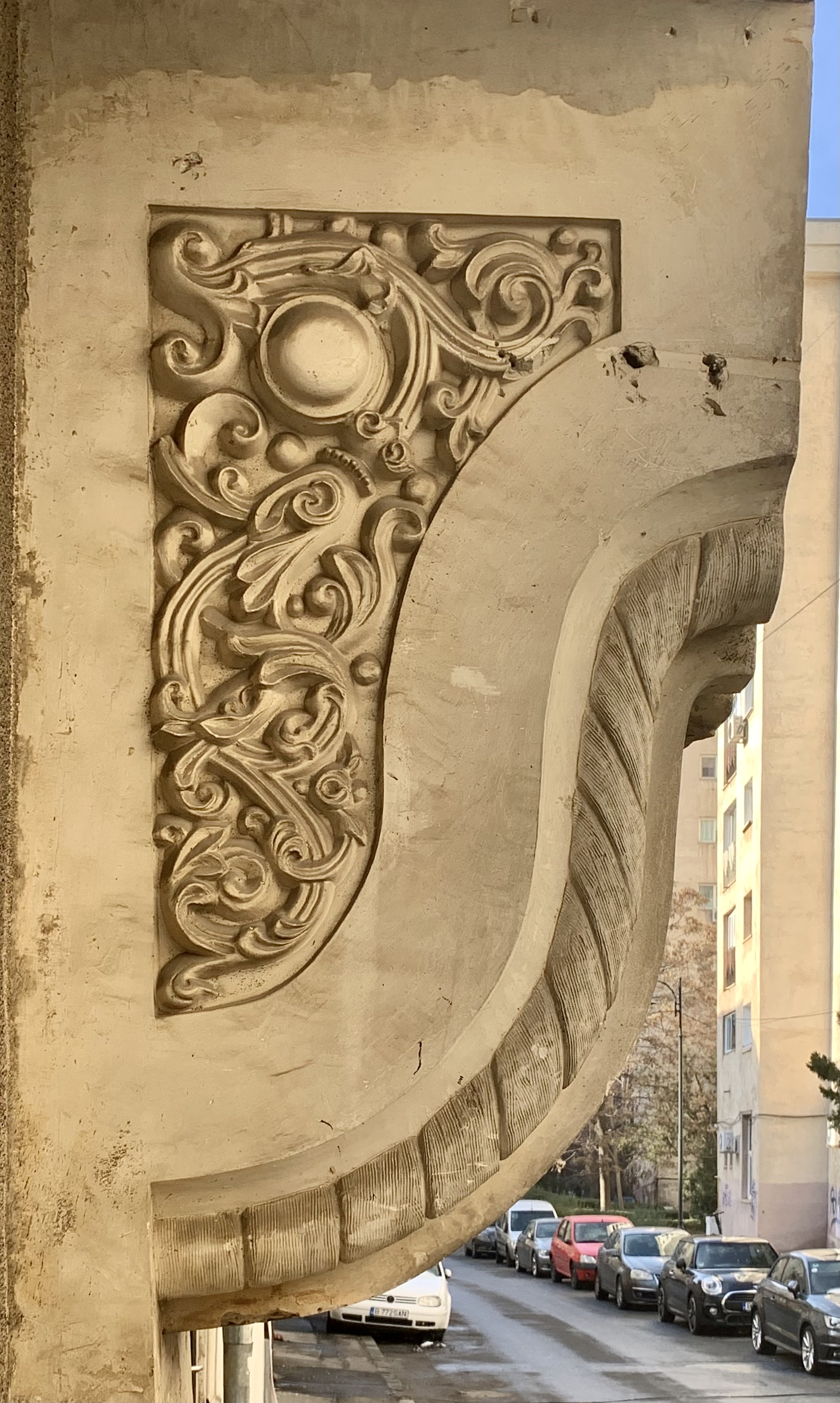
Mènsula amb rinceaux d'una ciutat-casa a Strada Mămulari (Bucarest)
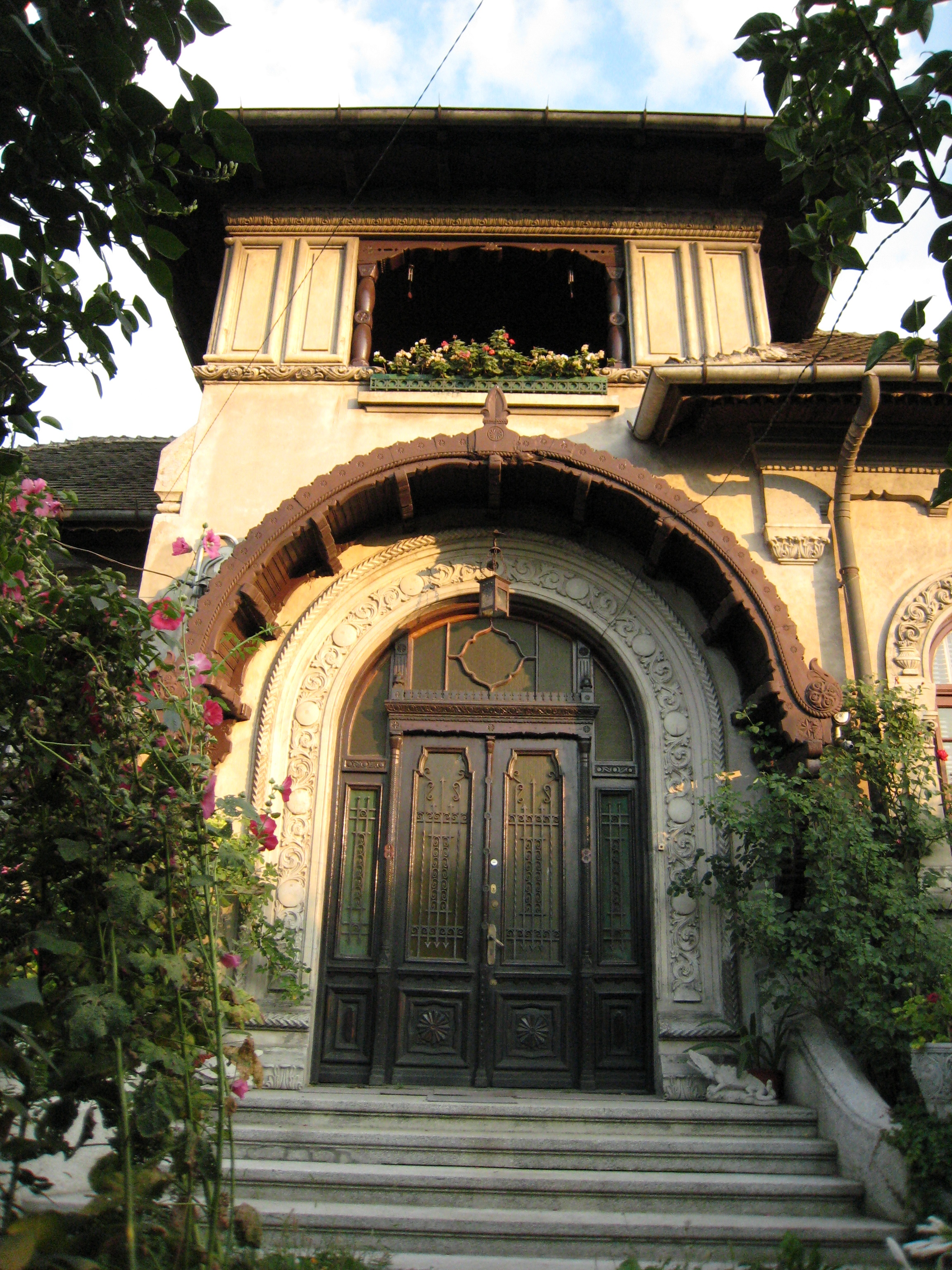
Porta d'una casa a Ploiești, amb tendal de fusta, de Toma T. Socolescu
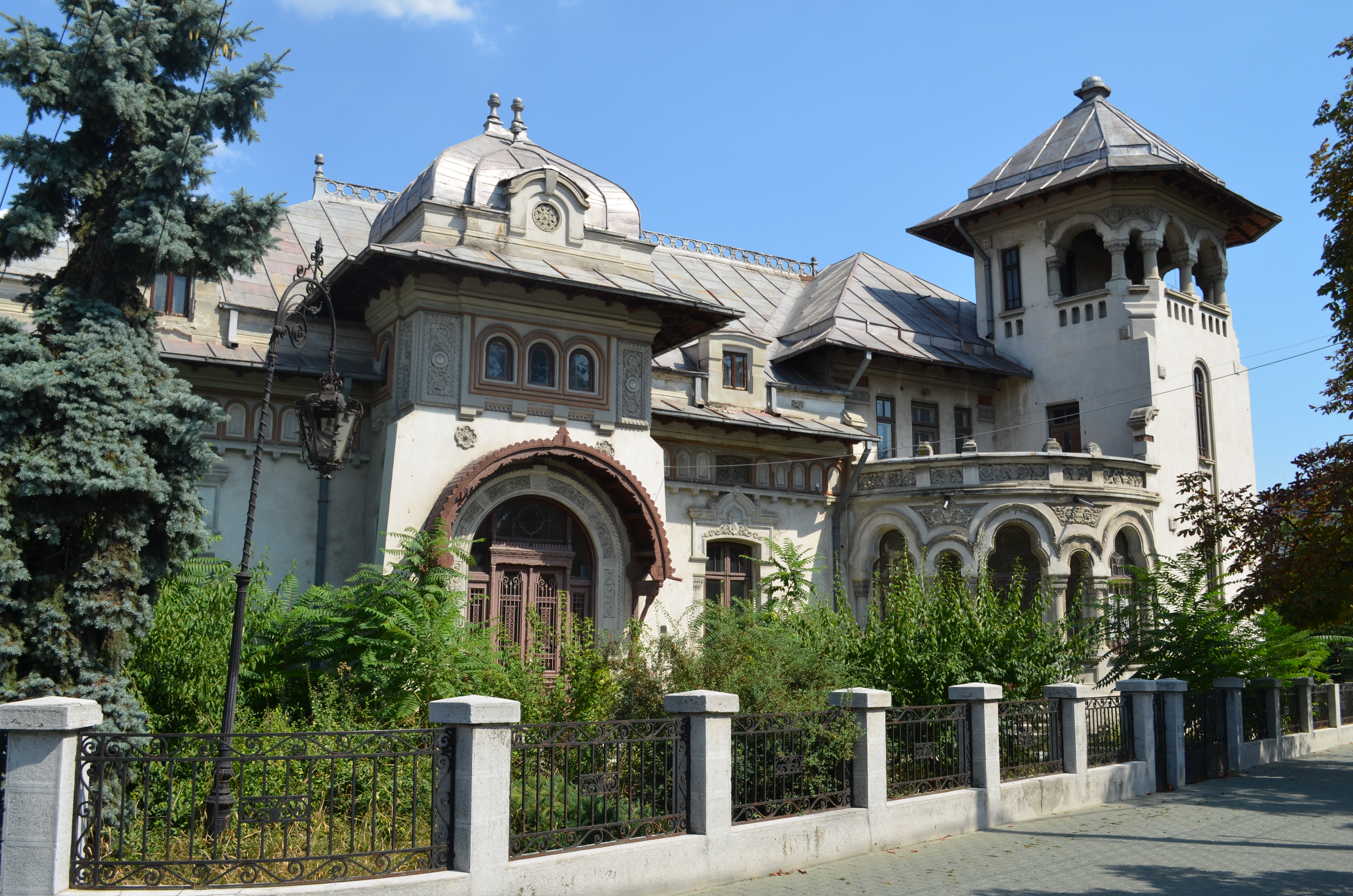
La casa Radu Stanian (Ploiești), amb molts elements de Revival romanès, com ara sostres de llauna, vores com ràfec de cases de pagès, tendal de fusta i altres
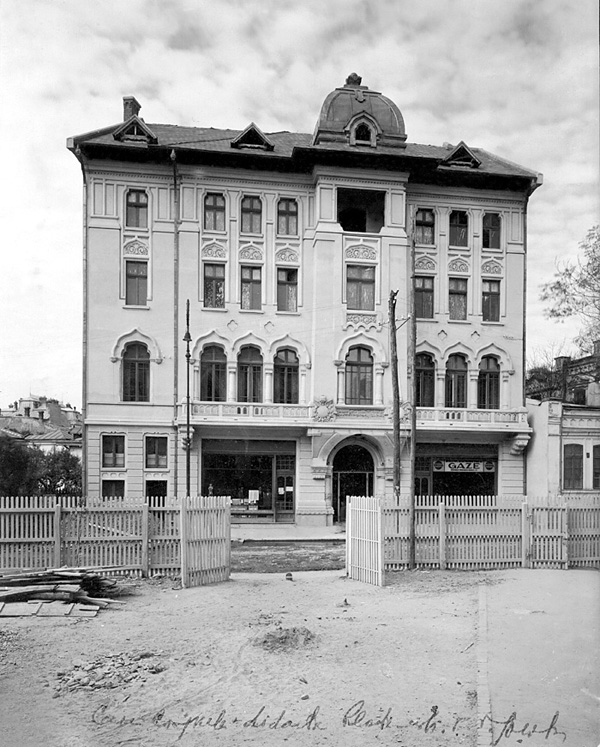
Foto en blanc i negre de l'any 1925 aproximadament a la casa de mestres de Ploiești, de Toma T. Socolescu, amb un sostre de teula

Les influències de les cases de pagès es manifestaren a través d'ornaments i elements utilitzats sota diverses interpretacions, però que conserven el seu origen. Alguns elements inclouen el mirador, l'arc trilobat, pilars de fusta, un tractament de les vores del sostre com a ràfec de cases de pagès, grans teulades de teula o estany, tendals de fusta tallada i l'ús de ceràmica vidrada policromada a les façanes. Els ornaments que s'utilitzen habitualment inclouen nusos i cordes, i columnes amb estriaments retorçats.
En alguns casos, especialment en algunes esglésies, l'estil neoromanesa es combina amb l'estil Armenian Revival, ambdues semblants. Aquesta categoria inclou l'església armènia i l'església d'Amza, ambdues a Bucarest. Altres edificis poden tenir una forta influència del neobizantina. L'estil romanès romanès és similar en molts sentits a l'estil neorus.

## Arquitectes representatius

### Ion Mincu

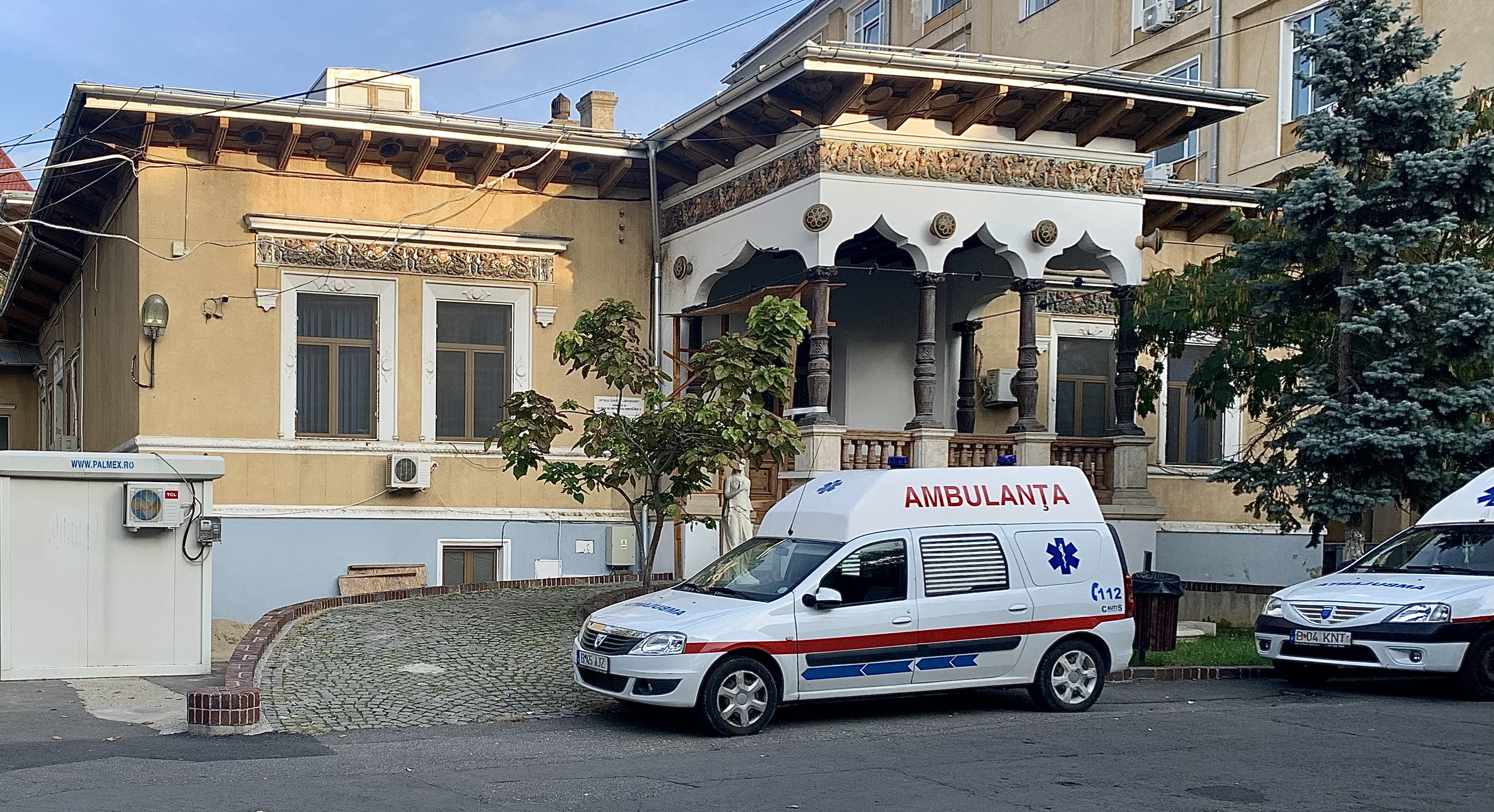
La Casa Lahovari, ara al pati de l'Hospital Cantacuzino de Bucarest (1885-1886), Strada Ion Movilă núm. 5
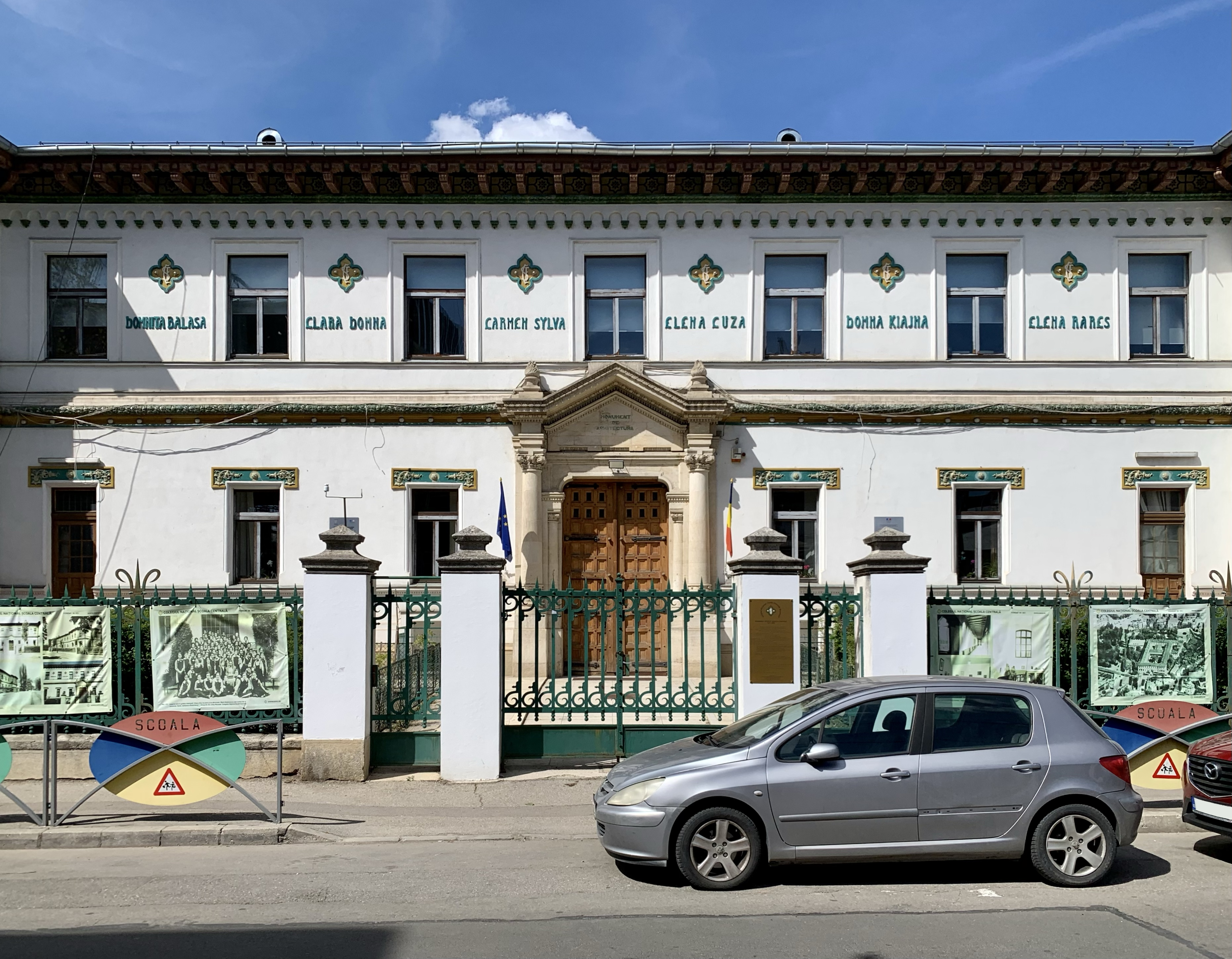
Școala Centrală a Bucarest (1890), Strada Icoanei núm. 3-5
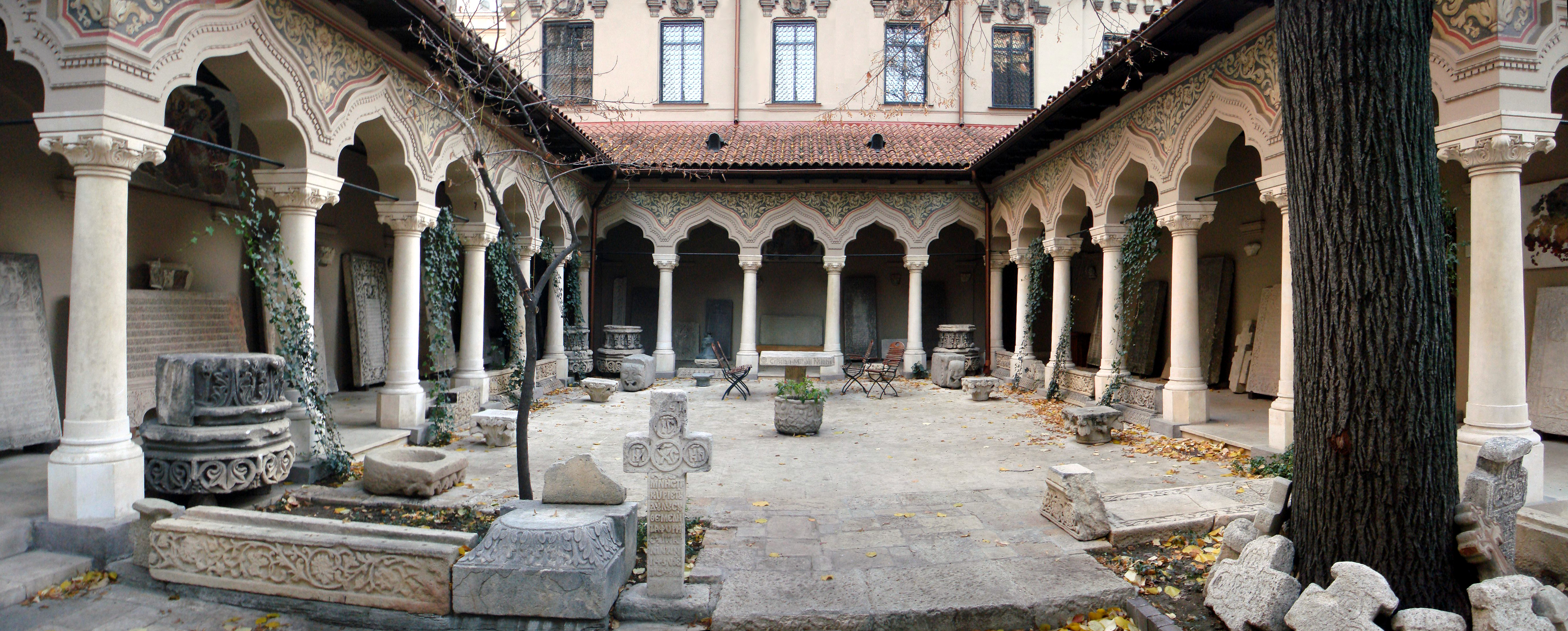
El claustre del monestir Stavropoleos de Bucarest (1899-1910), Strada Poștei núm. 6
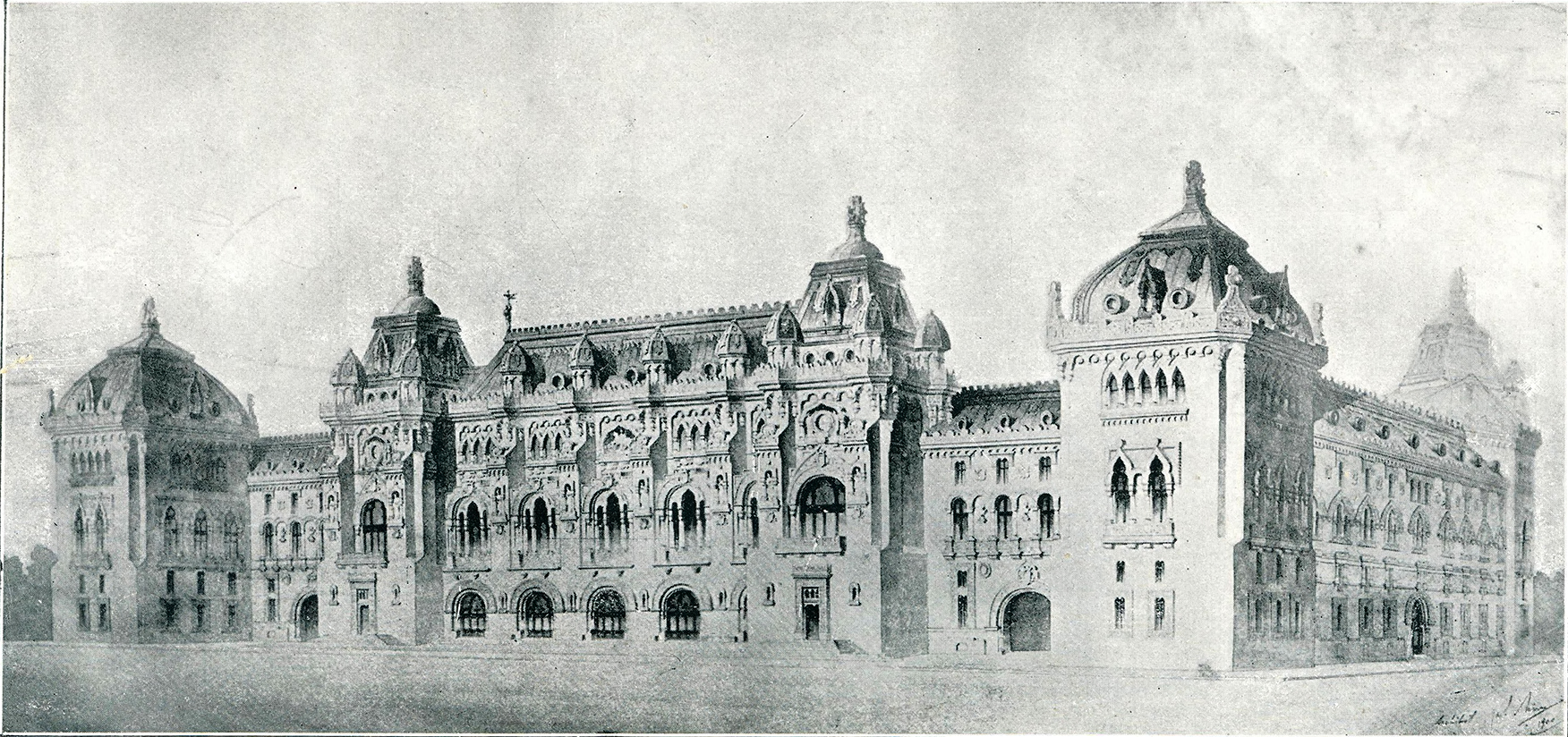
Disseny per a l'ajuntament de Bucarest (1900)
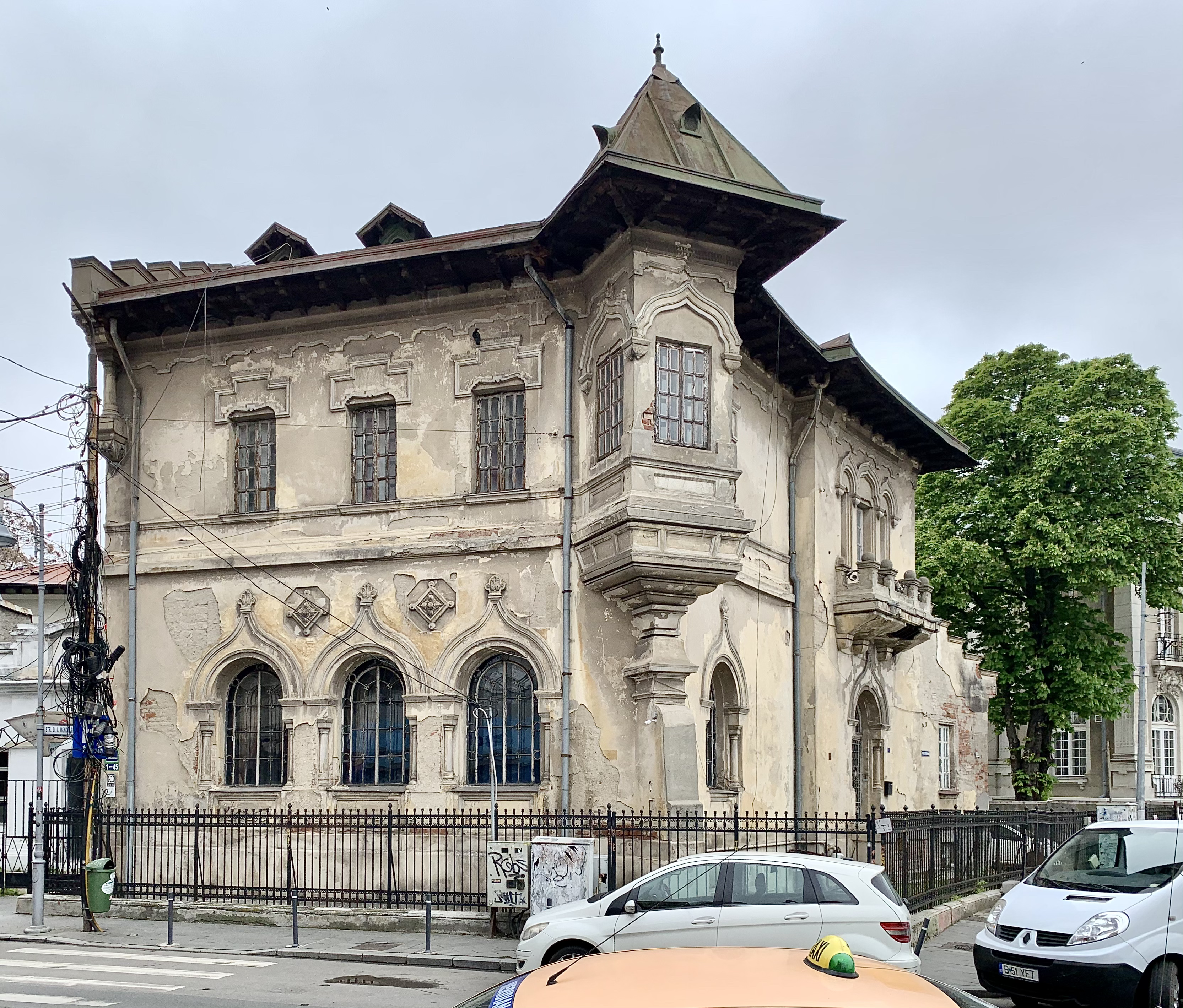
La casa Nicolae Petrașcu (1900-1904), Piața Romană núm. 1
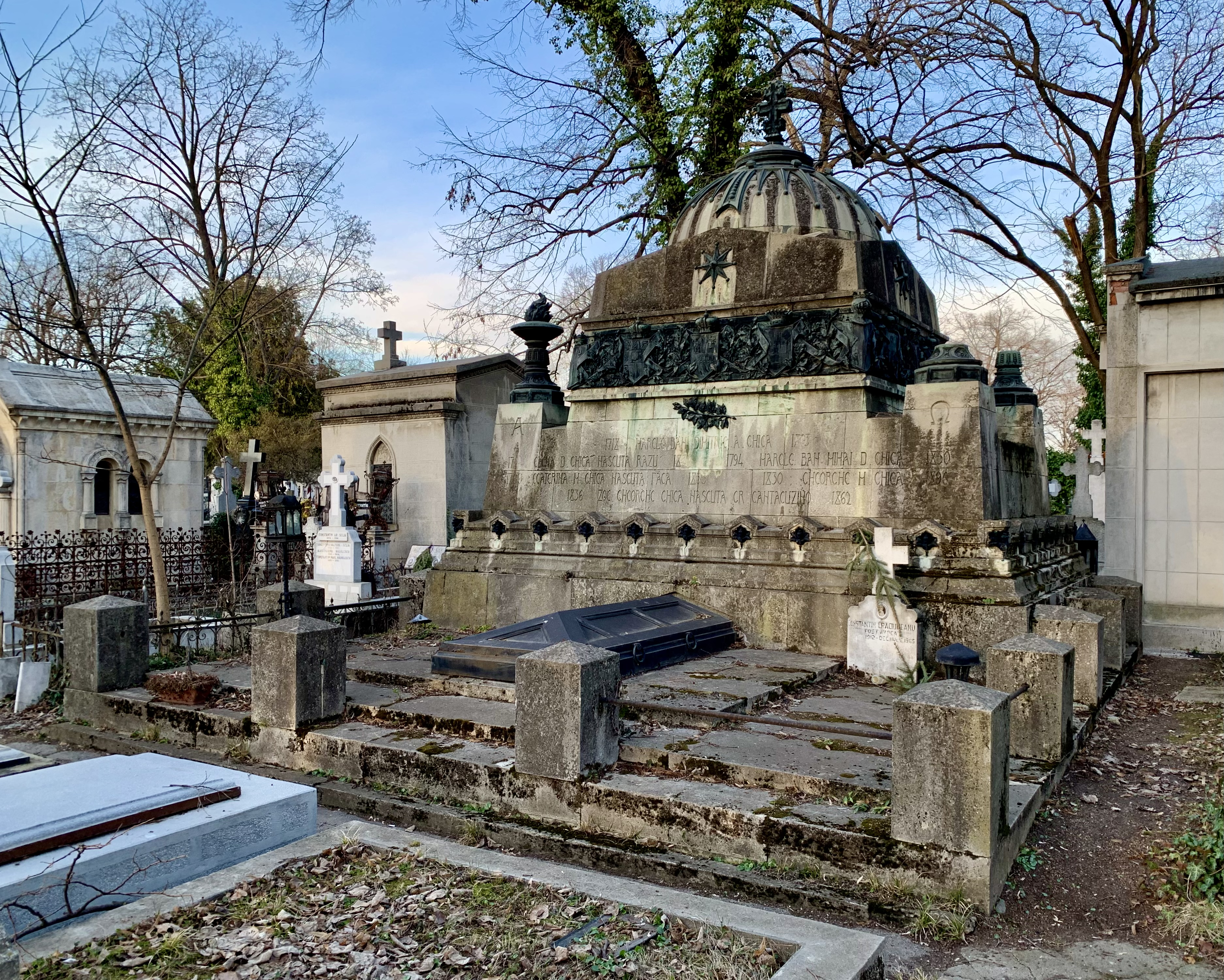
Tomba de la família Ghica al Cementiri Bellu de Bucarest (data desconeguda)
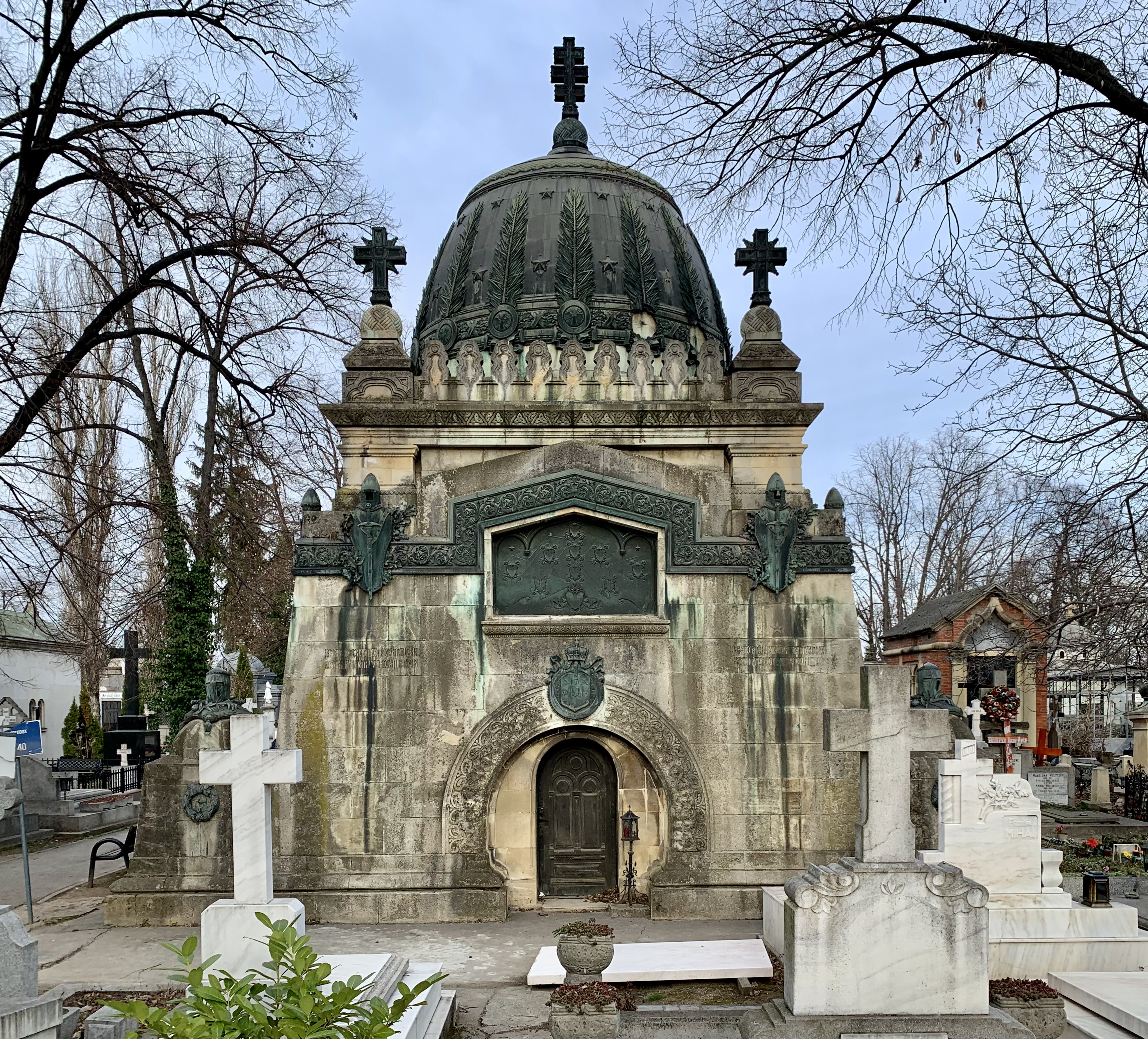
Tomba de Cantacuzino al Cementiri Bellu (data desconeguda)
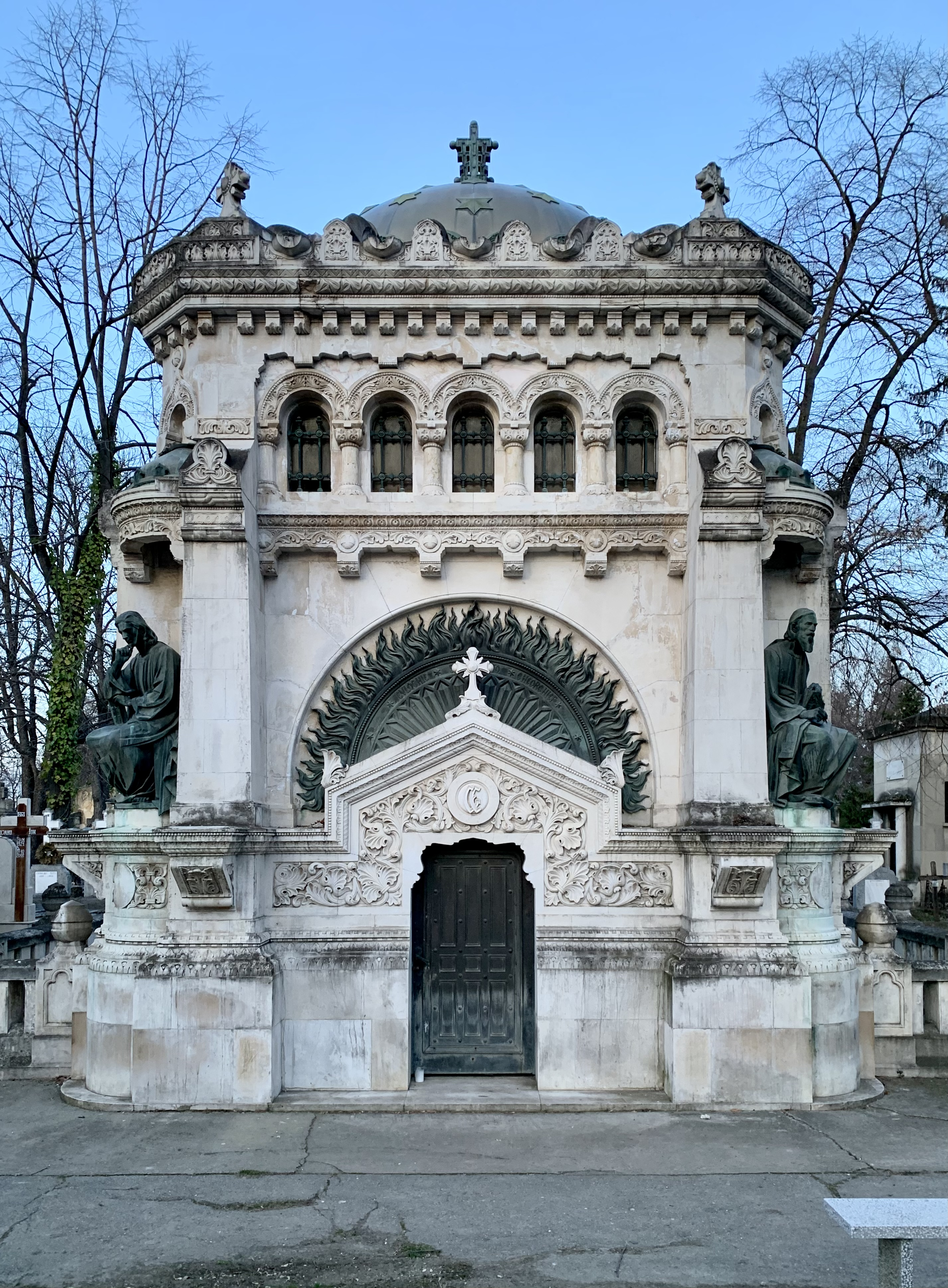
Tomba dels germans Gheorghieff al Cementiri Bellu (data desconeguda)
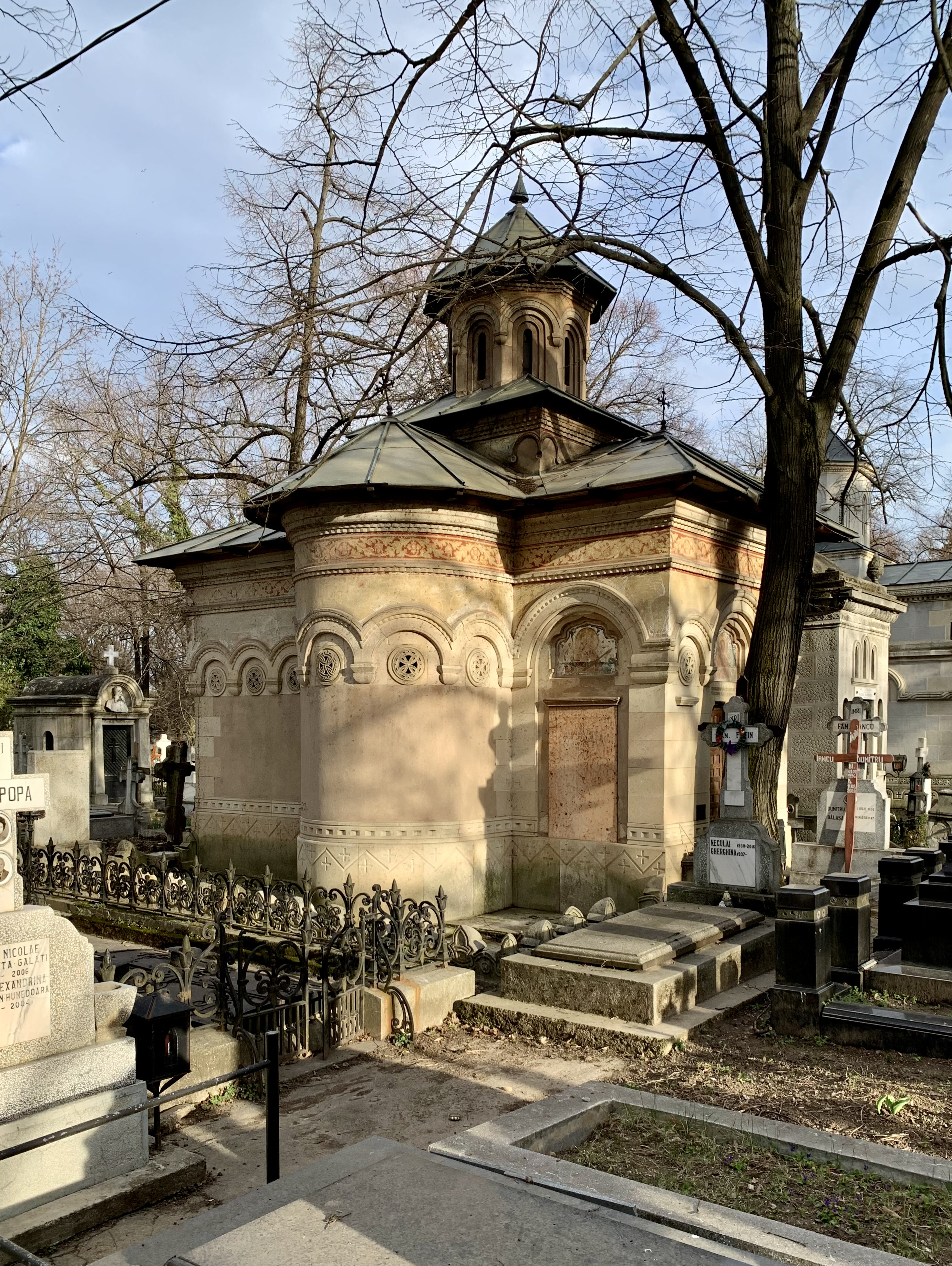
Tomba de Iacob Lahovary al Cementiri Bellu (data desconeguda)

Els seus primers intents a Bucarest, després del seu retorn dels estudis a París, van ser la Casa Lahovary (1884–1886), el Kiseleff Roadside Buffet (1889–1892) i l'Escola Central de Noies (1890-1894). Efectivament van marcar el naixement de l'arquitectura neoromanesa amb tota la persistència de tendències eclèctiques o, en general, històriques. Des d'aquest punt de vista, el bufet és molt característic, essent un dels edificis amb més èxit (dissenyat inicialment com a pavelló romanès a l'Exposició Universal de París de 1889), que coincideix, en general, amb l'equilibri de l'arquitectura brâncovenenca. El seu element més expressiu continua sent el mirador: vuit pilars de fusta, connectats amb bigues de fusta, suporten una gran superestructura de maçoneria (arcs trilobats en forma de kokoshniks i un entaulament complet).
La impressió també s'accentua amb la forta ornamentació en relleu, feta de ceràmica vidriada policromada. Per sobre de la cornisa sobresurt l'entaulament ceràmic, apareixen de nou peces de fusta: els extrems de les bigues transversals i les mènsules que sostenen el ràfec molt ample de la teulada. I a mesura que es mantenen visibles espais importants entre les bigues i les mènsules, el sostre, gran, alt i cobert de teules, sembla suspès. A l'ornamentació ceràmica apareixen elements eclèctics: motius geomètrics classicistes o motius florals renaixentistes (però interpretats ondulats, en l'esperit art nouveau), que cobreixen tota la superfície de la maçoneria del mirador i la tècnica pròpia, de l'alt relleu, de color blanc, blau i ocre, del tipus Luca della Robbia, contrasta amb la relativa sobrietat de l'antiga arquitectura romanesa de la qual, òbviament, va partir. Així, el bufet té un aire alegre, viu i, sobretot, romanès.

### Petre Antonescu

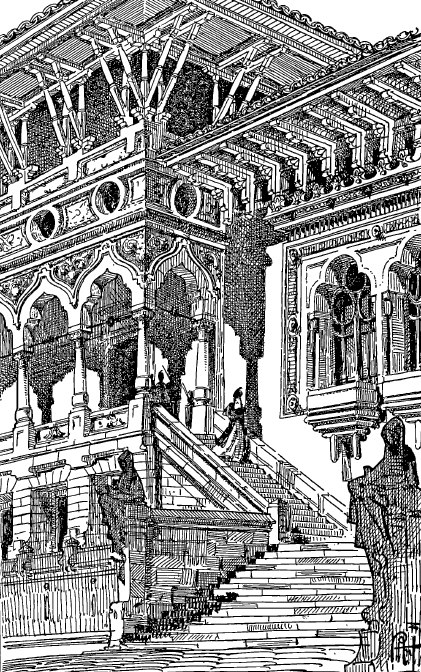
Estudi de l'arquitectura romanesa del renaixement per a l'Exposició de joves artístics (1904)
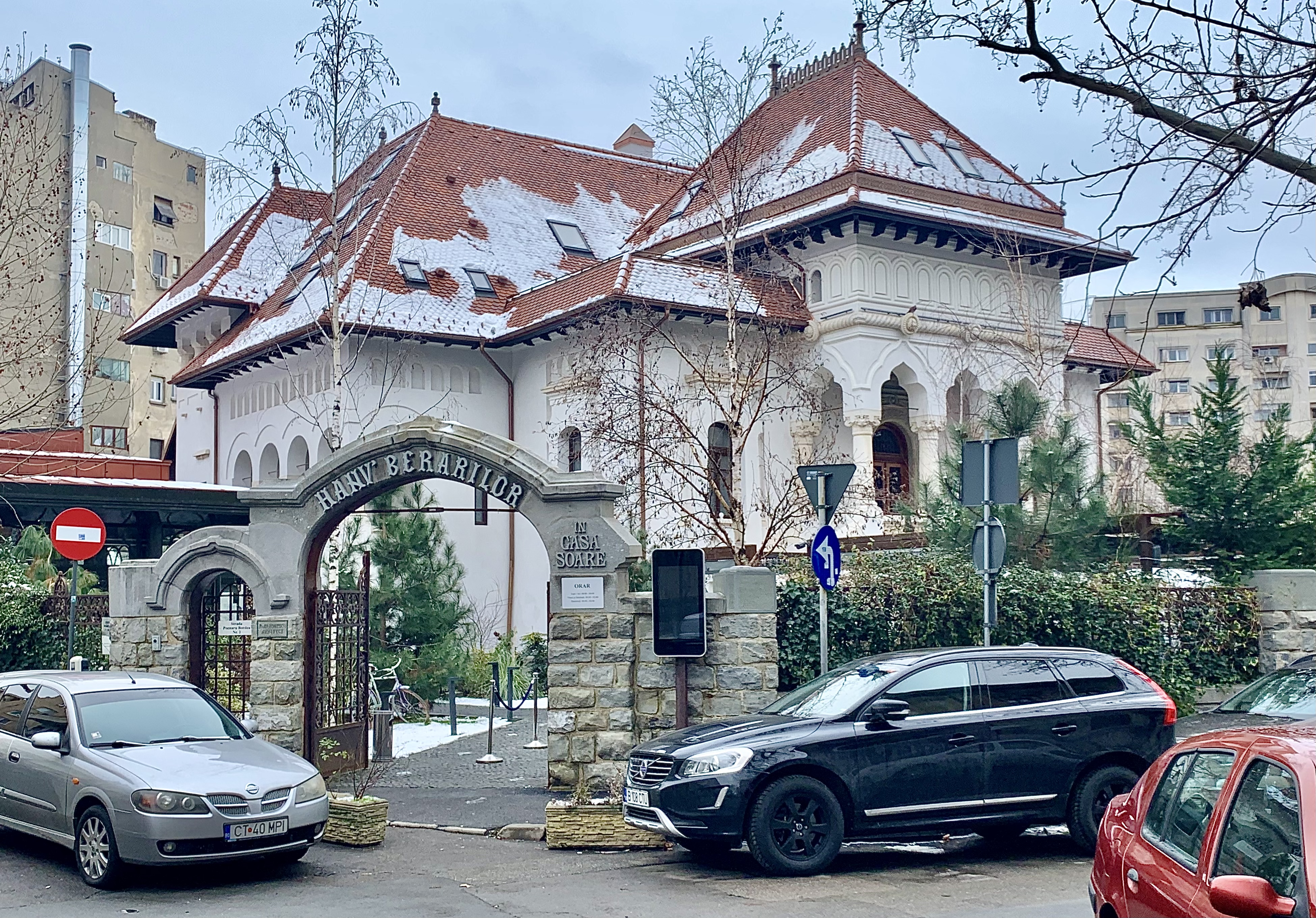
La casa Oprea Soare a Bucarest (1914), Strada Poenaru Bordea núm. 2
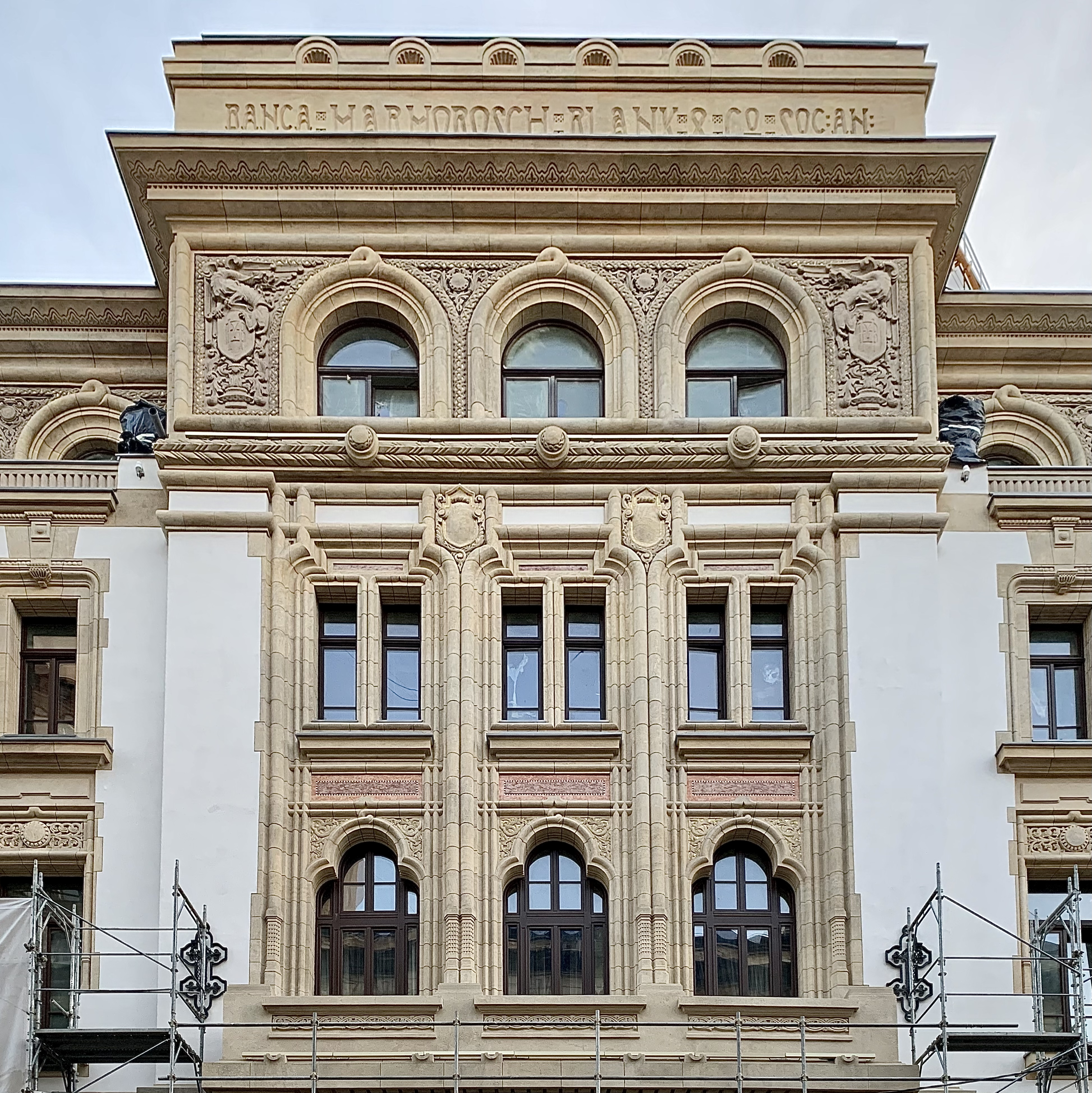
Part de la façana del Palau Marmorosch Blank Bank de Bucarest (1915-1923), Strada Doamnei núm. 2-6
La catedral ortodoxa de Sant Nicolau de Galați (1906-1917), amb influències neobizantines

Un dels representants més vigorosos i típics de l'arquitectura neoromanesa va ser Petre Antonescu. Va estudiar (1893–1898) a les Belles Arts de París, després va ser professor i més tard rector de l'Acadèmia d'Arquitectura de Bucarest. Entre les seves obres s'inclouen cases, com la Casa Vintilă Brătianu (Strada Aurel Vlaicu núm. 19) o la Casa Oprea Soare (Strada Poenaru Bordea núm. 2), totes construïdes a Bucarest abans de la Primera Guerra Mundial; i programes més extensos com l'antic Ministeri de la Construcció (actual Ajuntament de Bucarest, Bulevardul Regina Elisabeta núm. 47) o el Palau del Banc Marmorosch (2-6 Strada Doamnei).

Combina una sèrie d'elements que pertanyen al repertori internacional o local: sòcols monumentals amb grans bossatges, peces massives (columnes i mènsules, i claus, de grans dimensions) sovint amb una funció purament decorativa, que suggereixen edificis arcaics o rústics; els relleus barregen inspiració nacional (adorns de finestres moldaves, capitells i balaustrades d'inspiració brâncovenesc, etc.), amb els del simbòlic repertori heràldic europeu (escuts, dracs, àguiles, grifons, petxines, etc.); així com formes tradicionals de buits, trilobats o en mènsules / kokoshniks, barrejats amb altres, semicirculars, portals retrocedents, de proporcions i perfil romànic o renaixentista, etc. Aquest procés no protegeix completament l'obra de l'eclecticisme, però l'ambient encara inclina l'equilibri cap a una fesomia nacional.

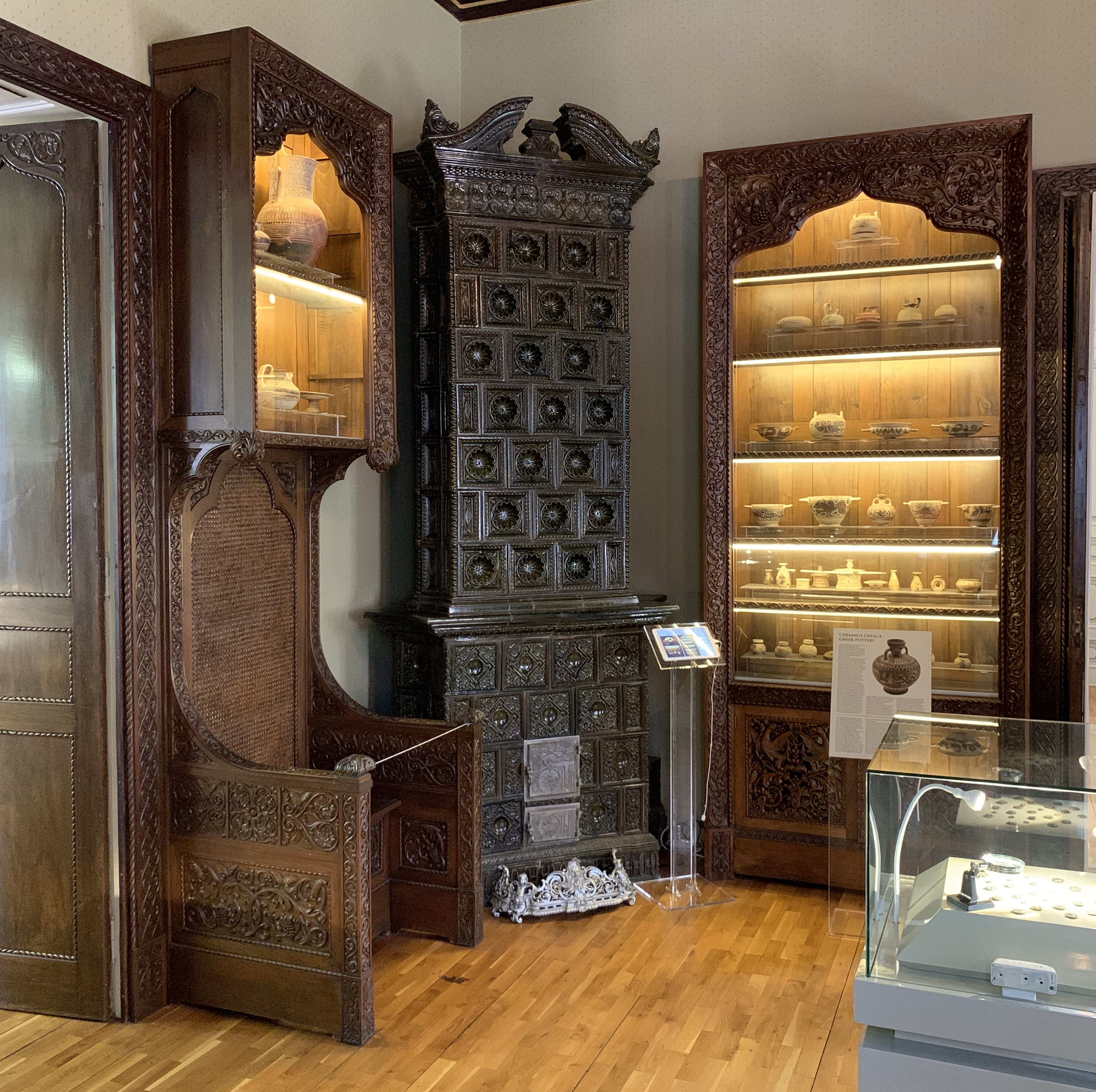
Vitrines del Revival Romanès al Museu George Severeanu (Bucarest), on s'exhibeix ceràmica antiga
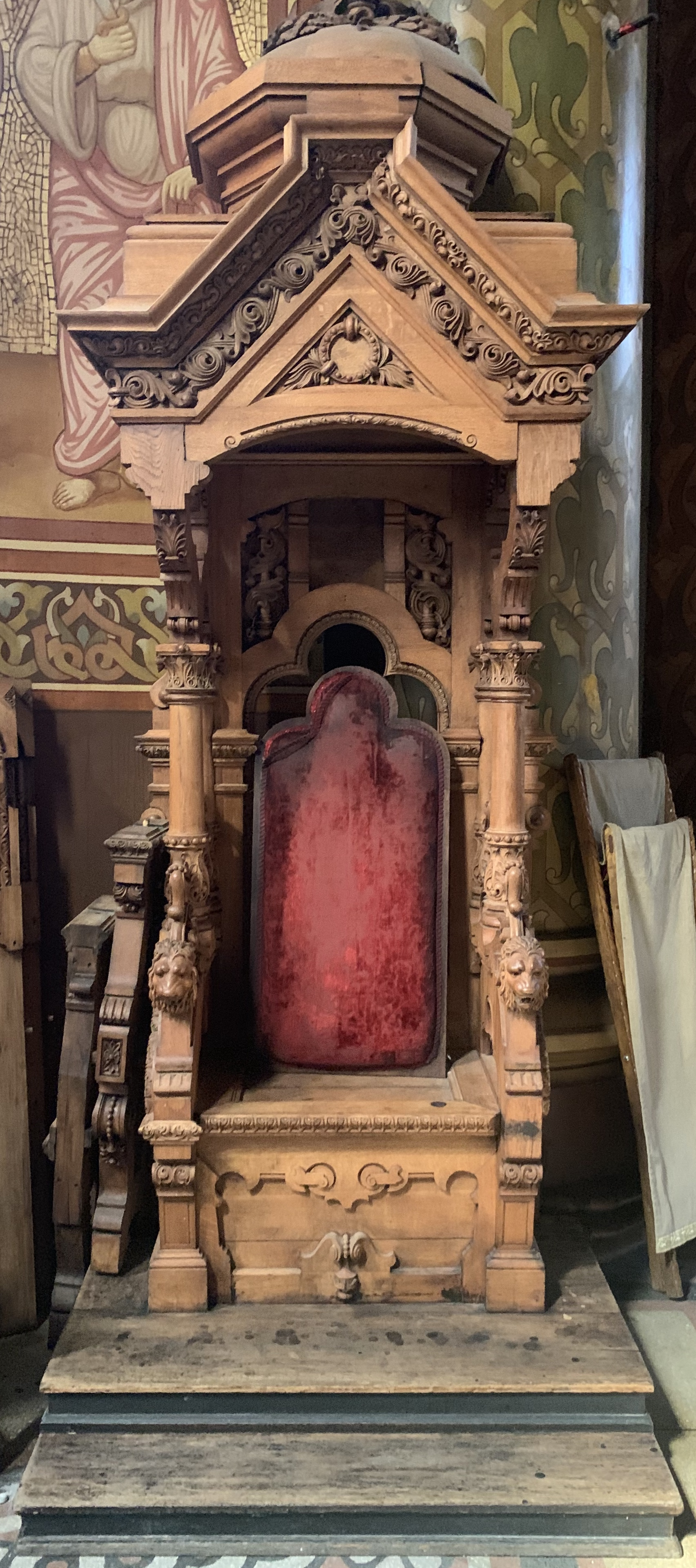
Càtedra Revival romanès i armeni a l'església d'Amza (Bucarest)
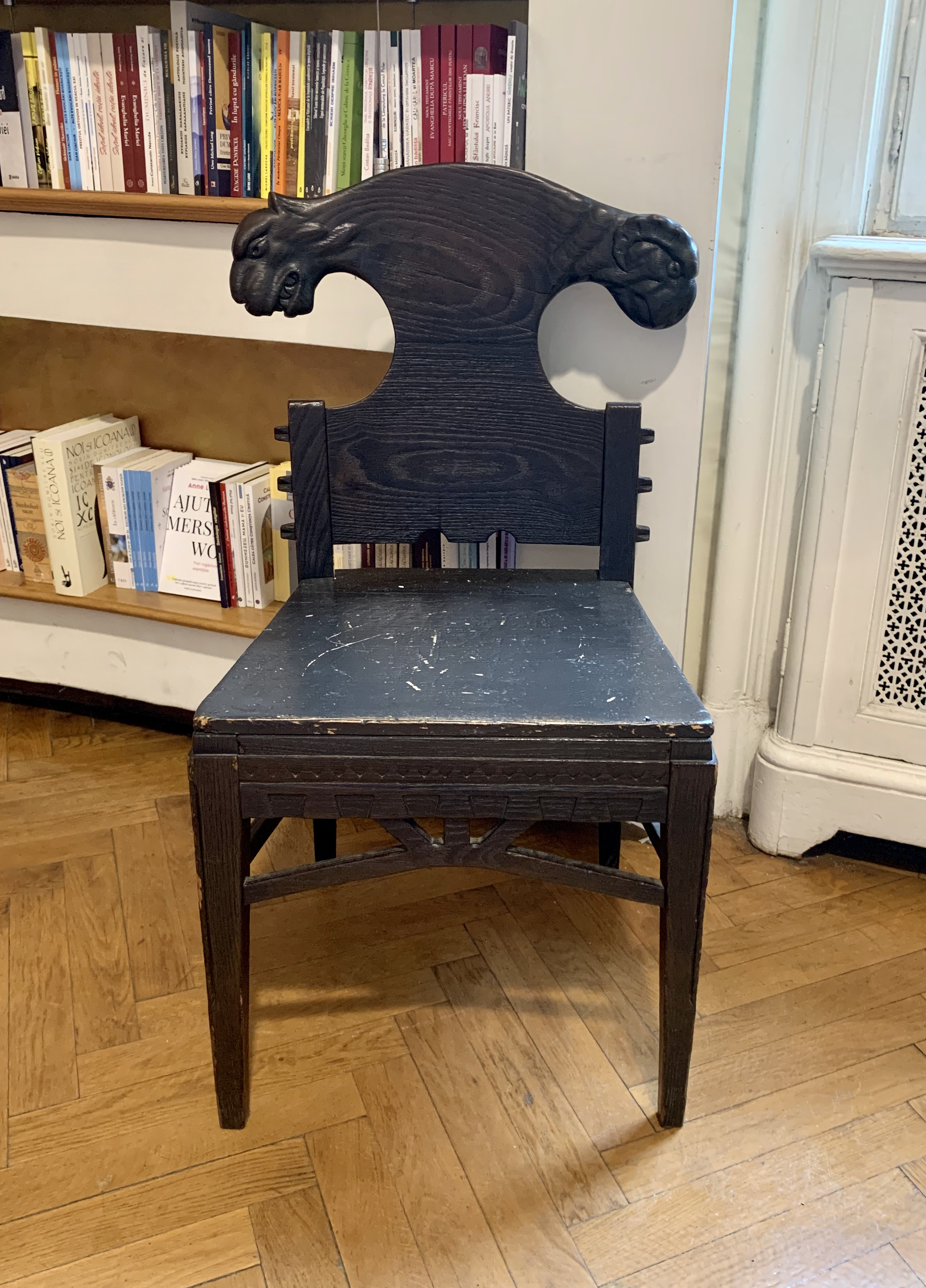
Cadira amb dos mascarons zoomòrfics a Cărturești Verona (Bucarest)
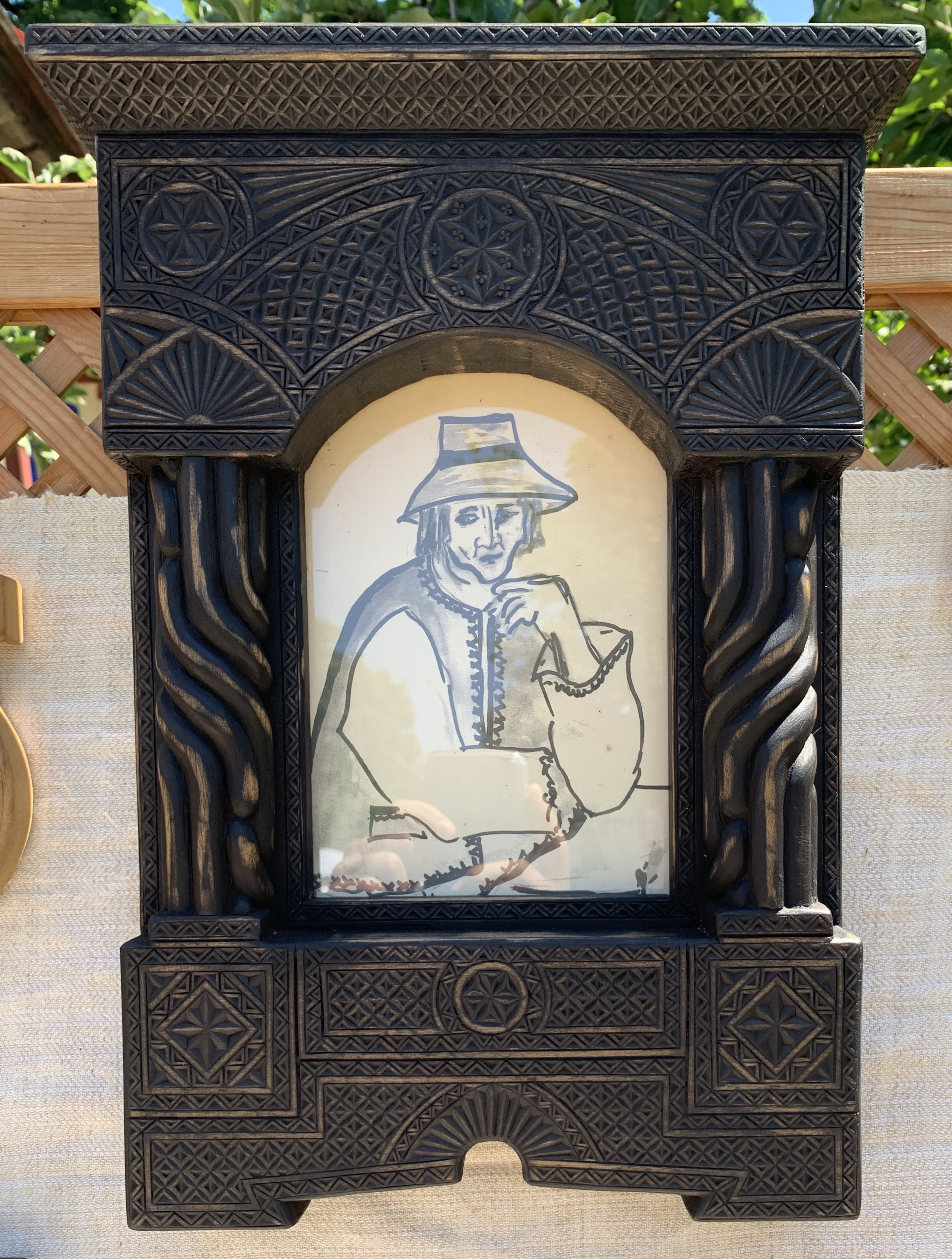
Marc venut al Museu Nacional del Poble Dimitrie Gusti (Bucarest)
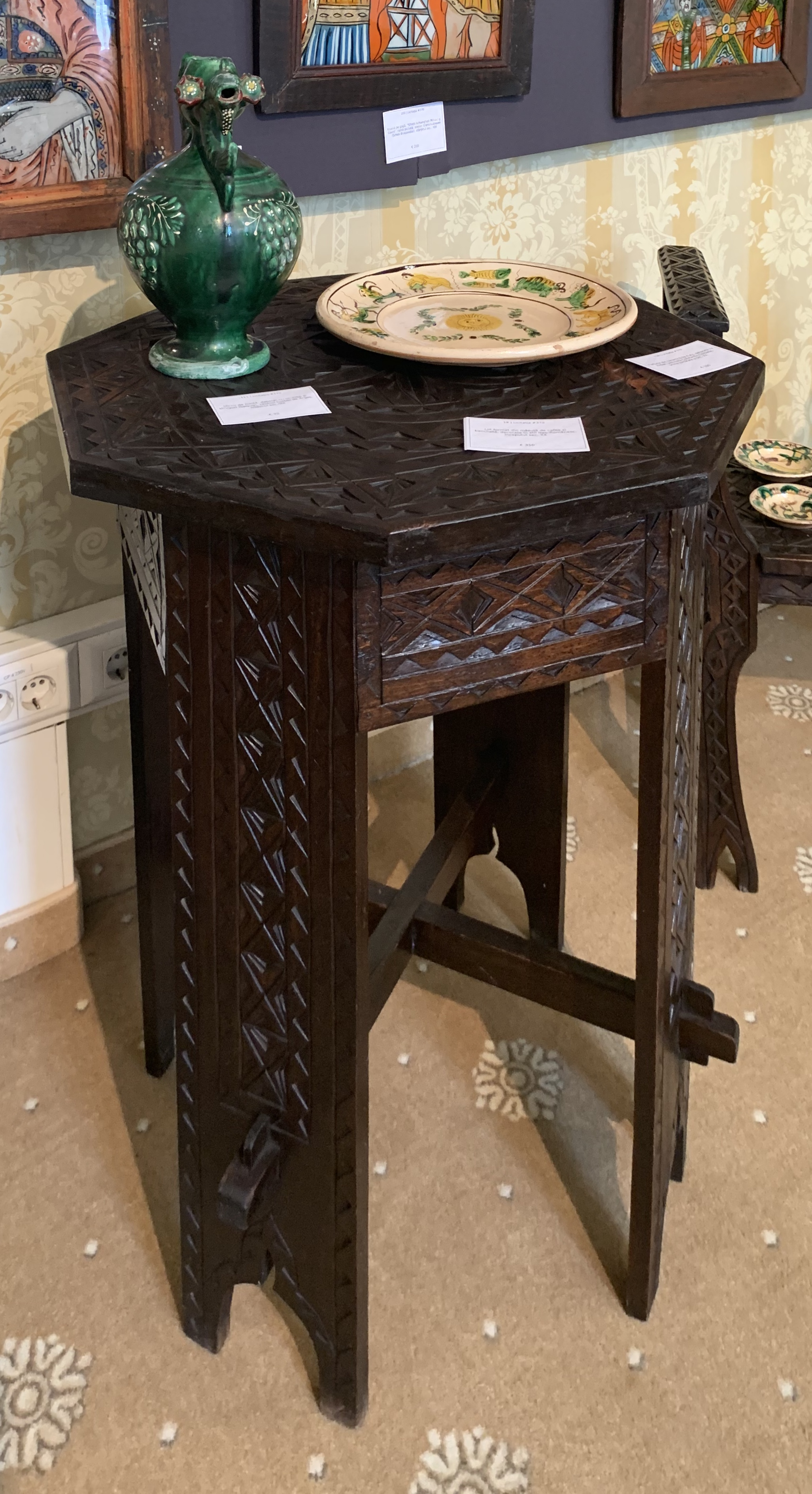
Taula de centre Romanian Revival de principis del segle xx, venuda a l'Artmark Palace
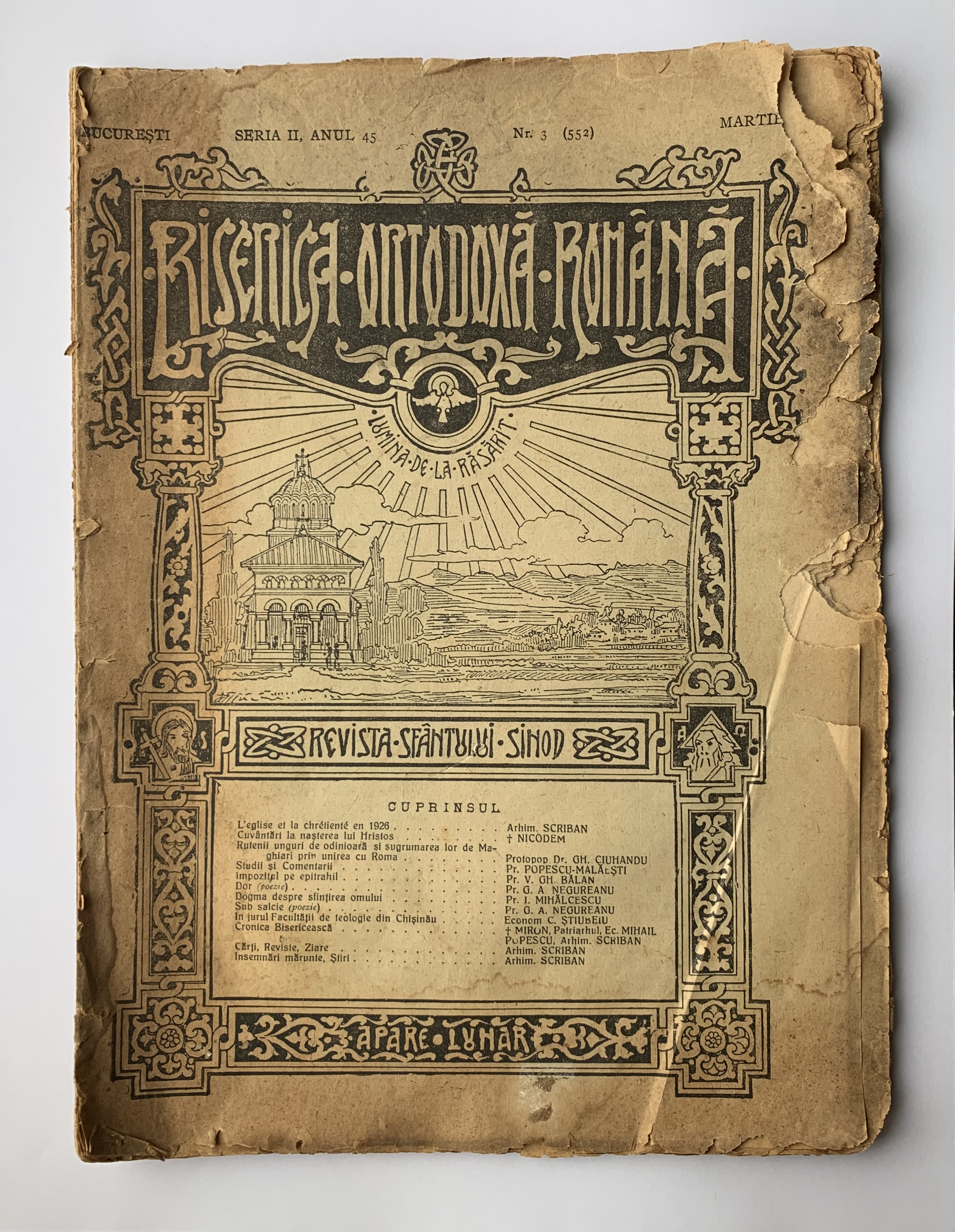
La revista del Sant Sínode del març de 1927, un exemple de disseny gràfic Roman Revival

A més de l'arquitectura, l'estil neoromanès es va manifestar en altres suports, inclosos el disseny gràfic, la ceràmica i el mobiliari. En una de les sales del Museu George Severeanu (Bucarest) hi ha mobles romanesos romanesos, majoritàriament vitrines, on s'exposen vaixells antics grecs i etruscs.

## Exemples notables

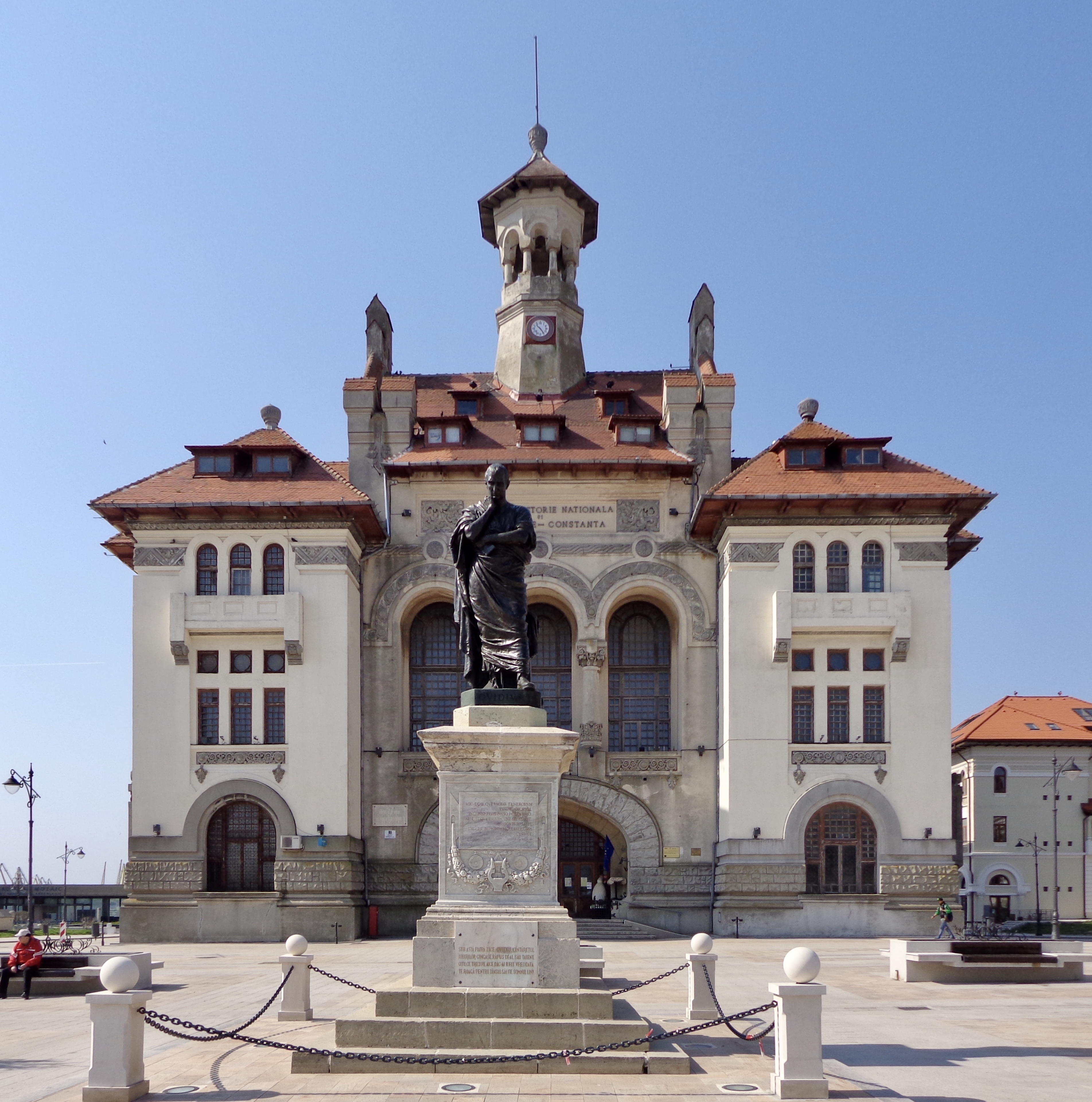
El Museu d'Museu d'Història i Arqueologia de Constanța, amb l'estàtua d'Ovidi al davant

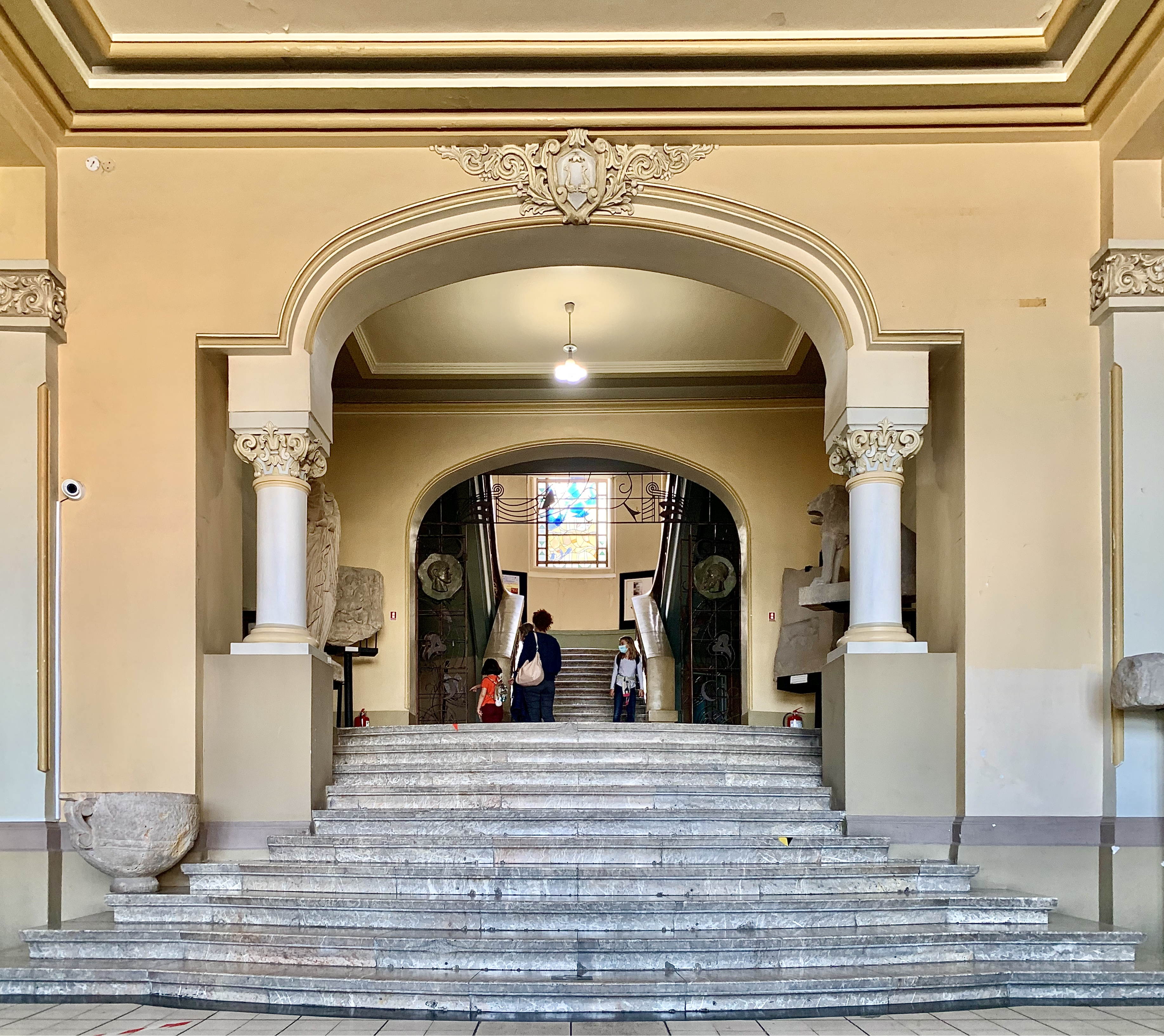
Les escales centrals del Museu d'Història i Arqueologia de Constança, un exemple d'interior del Renaixement romanès

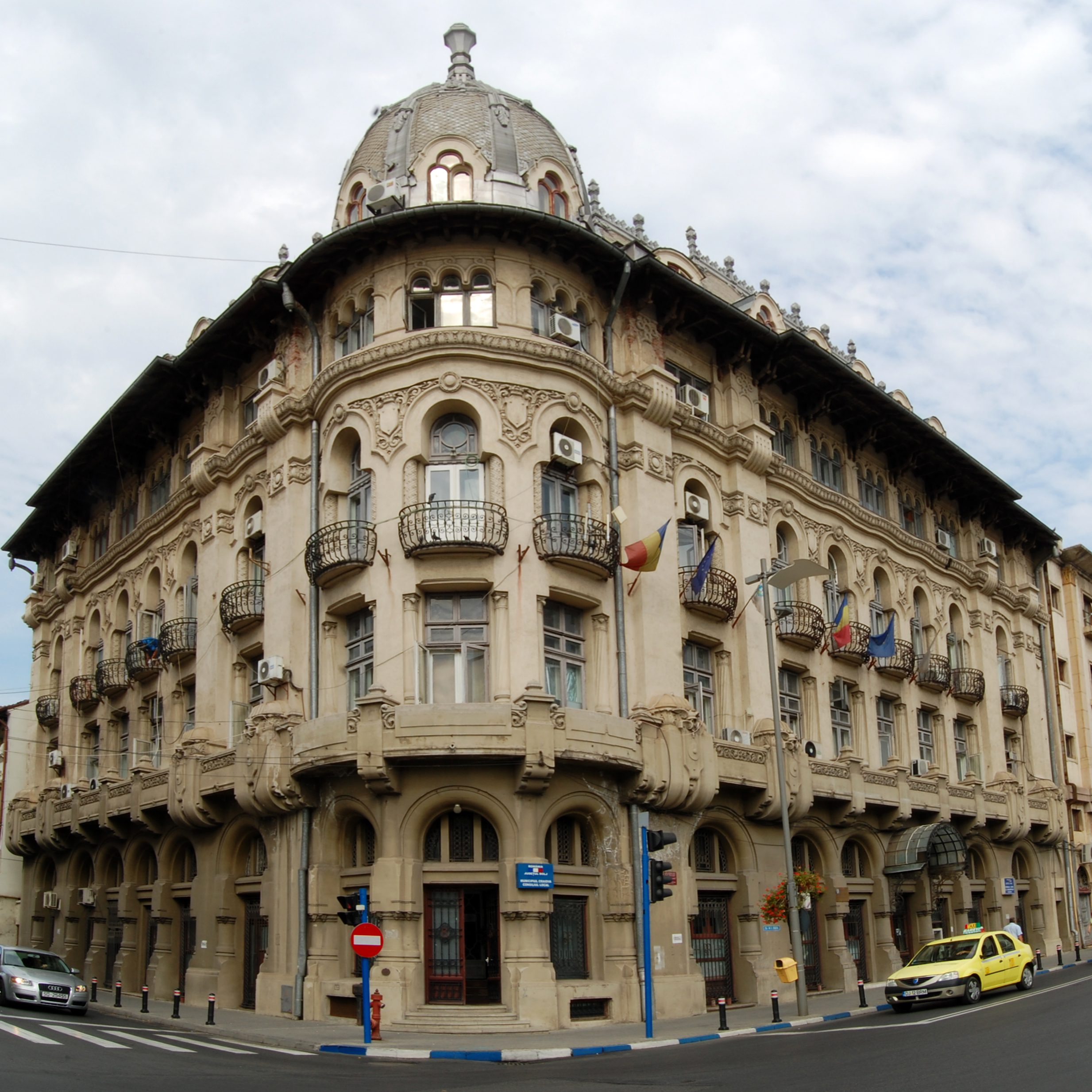
L'antic hotel Pallace de Craiova

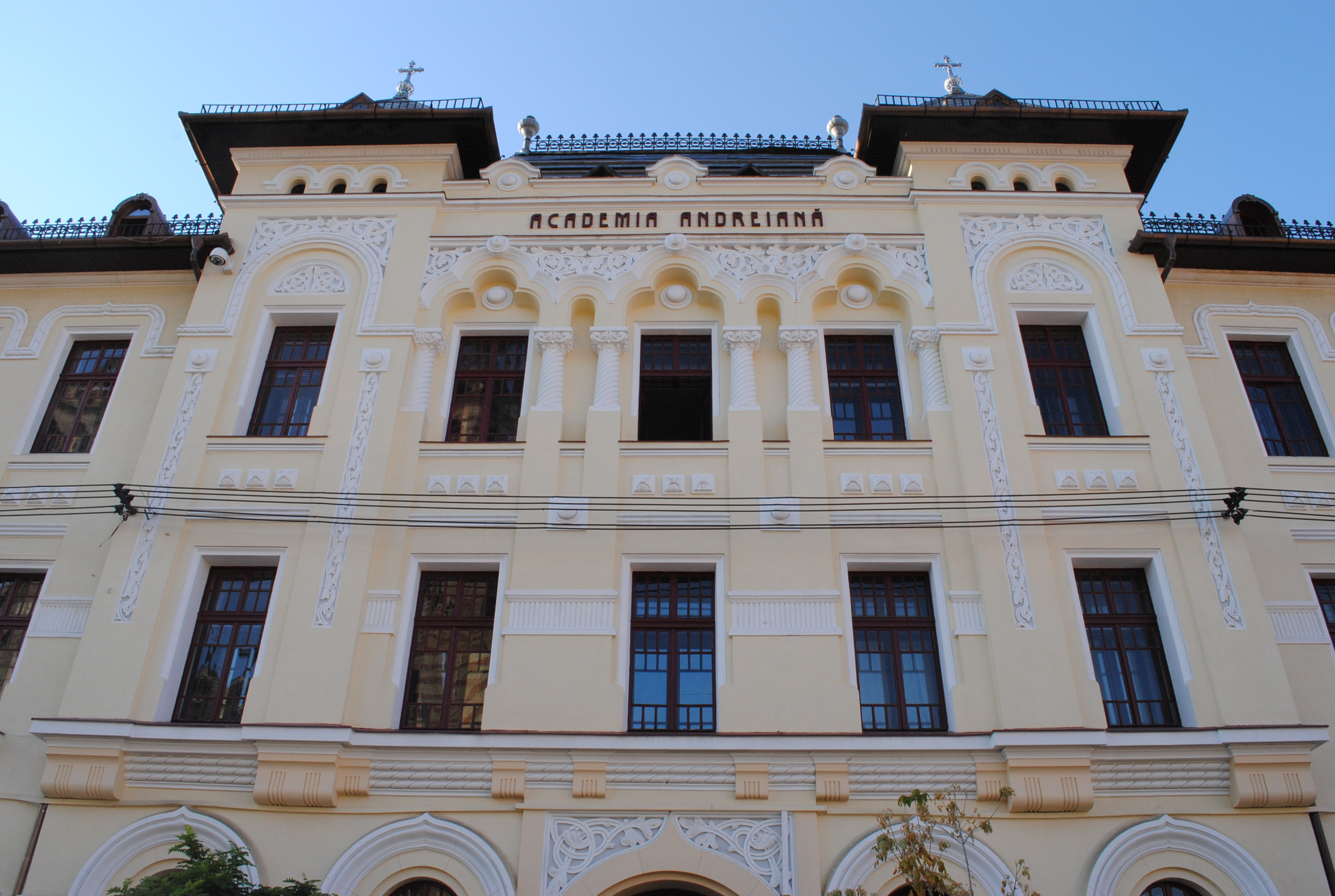
Facultat de Teologia Ortodoxa, Sibiu, Transsilvània

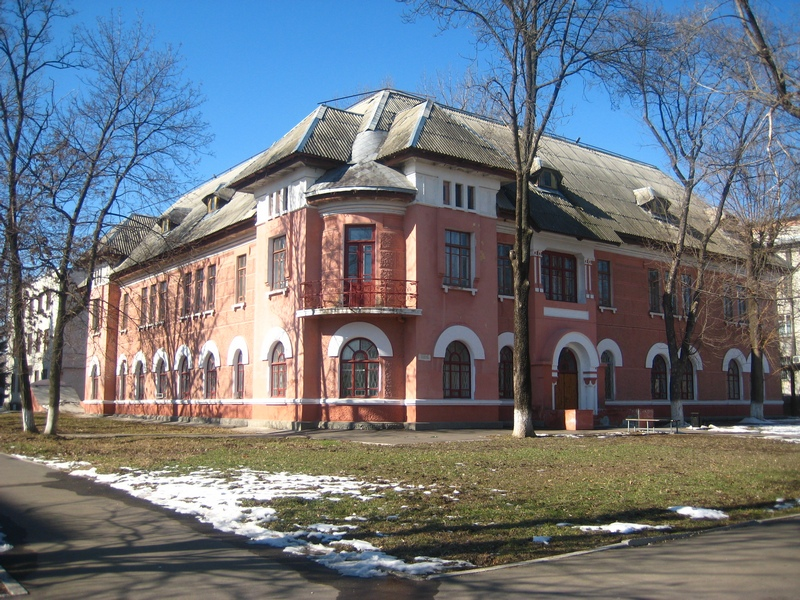
L'Hospital Mulmana de Tighina (República de Moldàvia)

### Romania
- Bucarest
  - Nicolae Minovici Villa (Strada Doctor Minovici Nicolae 1)
  - Ajuntament del sector 1 (Bulevardul Banul Manta 9)
  - Casa Gheorghe Tătărescu (Strada Polonă 19)
  - Casa Hagi-Theodoraky (Șoseaua Kiseleff 57)
  - Museu del Camperol Romanès (Șoseaua Kisseleff 3)
  - Casa Dissescu (Calea Victoriei 196)
  - Església d'Amza (Strada Biserica Amzei 12)
  - Casa Lahovari (Strada Ion Movilă 5)
  - Casa Oprea Soare (Strada Poenaru Bordea 2)
  - Palau Kiseleff (Strada Barbu Ștefănescu Delavrancea 6A)
  - Casa Gheorghe Petrașcu (Piața Romană 5)
  - Interior de la casa Ion Mincu, exterior només eclèctic (Strada Arthur Verona 19)
  - Escola Central (Strada Icoanei 3-5)
  - Casa Elie Radu (Strada Alexandru Donici 40)
  - Ajuntament de Bucarest (Bulevardul Regina Elisabeta 47)
- Brașov
  - Operapera de Brașov (Strada Bisericii Române 51)
- Brăila
  - Palau d'Agricultura (Calea Călărașilor 52)
- Bușteni
  - Castell de Cantacuzino (Strada Zamora 1)
- Buzău
  - Ajuntament (Piața Daciei 1)
- Constanța
  - Museu d'Història i Arqueologia de Constança (Piața Ovidiu 12)
  - Museu d'Art Popular de Constança (Bulevardul Tomis 32)
- Craiova
  - Antic hotel Pallace (Strada Cuza Alexandru Ioan 1)
  - Museu d'Oltenia (Strada Popa Șapcă 8 - Ciències de la Natura, Strada Madona Dudu 14 - Arqueologia, Strada Matei Basarab 16 - Etnografia)
- Galați
  - Palau de la Navegació (Strada Portului 34)
- Iași
  - Sonet Villa (Strada Rece 5)
- Oradea
  - Col·legi Grec Catòlic Iuliu Maniu (Strada Iuliu Maniu 5)
- Ploiești
  - Col·legi Nacional Ion Luca Caragiale (Strada Gheorghe Doja 98)
  - Banc Nacional (Strada Tache Ionescu 1)
- Sibiu
  - Edifici Oașia (Strada Turnului 23)
  - Facultat de Teologia Ortodoxa (Strada Mitrolopiei 20)
  - Edifici de l'internat Gheorghe Lazăr (Strada Turismului 15)
- Târgu Jiu
  - Tudor Vladimirescu National College (Strada Unirii 13)
- Timișoara
  - Arcades de l'Operapera Nacional de Romania (Strada Mărășești 2)

### Moldàvia
- Bălți
  - Catedral de Sant Constantí i Elena
  - Residència del bisbe de Hotin (Strada Visarion Puiu 7)
- Tighina
  - Hospital Mulmana

### Albània
- Sarandë
  - Casa Nicolae Iorga (Rruga Mitat Hoxha), seu de l'antic Institut Romanès a Albània

A més, hi ha zones a Bucarest on la majoria de cases són Romanian Revival, com Cotroceni i Dorobanți.